# Argentina-Brasil em futebol
A rivalidade entre Argentina e Brasil no futebol é uma das mais tradicionais entre as seleções nacionais. É considerado por muitos um dos maiores clássicos do mundo devido à intensa disputa entre as equipes e suas torcidas. Foi descrita pela FIFA como a "essência da rivalidade futebolística".
Quanto ao comparativo de títulos, o Brasil detém cinco Copas do Mundo da FIFA, enquanto os argentinos possuem apenas três. Em contraste, a Argentina venceu dezesseis vezes a Copa América contra apenas nove do Brasil. Os brasileiros também têm vantagem na extinta Copa das Confederações da FIFA com quatro títulos contra apenas um da Argentina, enquanto os argentinos possuem dois títulos de Finalíssima contra nenhum do Brasil.
Como uma questão de orgulho esportivo, as duas nações produziram jogadores que, em suas próprias épocas, muitas vezes eram considerados os melhores do mundo. Isso inclui jogadores como Alfredo Di Stéfano, Diego Maradona e Lionel Messi da Argentina e Pelé, Garrincha e Ronaldo do Brasil, entre muitos outros.

## História

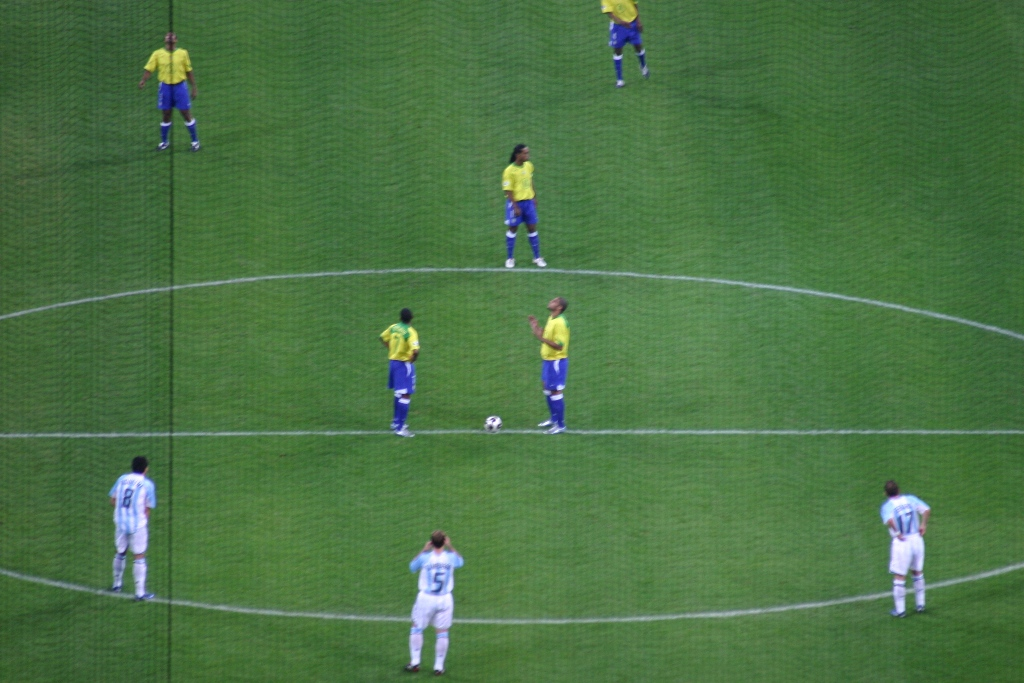
Brasil e Argentina disputaram a final da Copa das Confederações FIFA de 2005. O Brasil venceu por 4 x 1.

A história que explica a rivalidade futebolística intensa entre Brasil e Argentina começa antes até de Brasil e Argentina existirem, e possui traços históricos. Espanhóis e portugueses iniciaram essa rixa logo após o descobrimento da América, quando dividiram suas terras no Tratado de Tordesilhas. Depois, com os países já independentes, a tensão entre as nações aumentou com a Guerra da Cisplatina.
Futebolisticamente falando, porém, segundo Ronaldo Helal, doutor em sociologia pela New York University, de uma forma geral, a imprensa argentina considera o Brasil como os profissionais do “jogo bonito”.
Helal esteve em Buenos Aires para analisar a narrativa dos jornais argentinos nas Copas do Mundo entre 1970 e 2006. Para a sua surpresa, e de todos, em 1994, por exemplo, o “Clarín” realizou uma pesquisa nas vésperas da final entre Brasil e Itália, e 60% dos entrevistados disseram torcer pela seleção brasileira.
Esta linha de pensamento também é defendida pelo cientista político e escritor argentino Vicente Palermo. Segundo ele, "no geral, a percepção dos brasileiros é que os argentinos são soberbos, politizados e aguerridos. Os argentinos, por sua vez, acham que os brasileiros são sinônimo de mulatas bonitas, natureza e futebol - sim, porque apesar da rivalidade em campo, aqui admiram muito o futebol brasileiro".

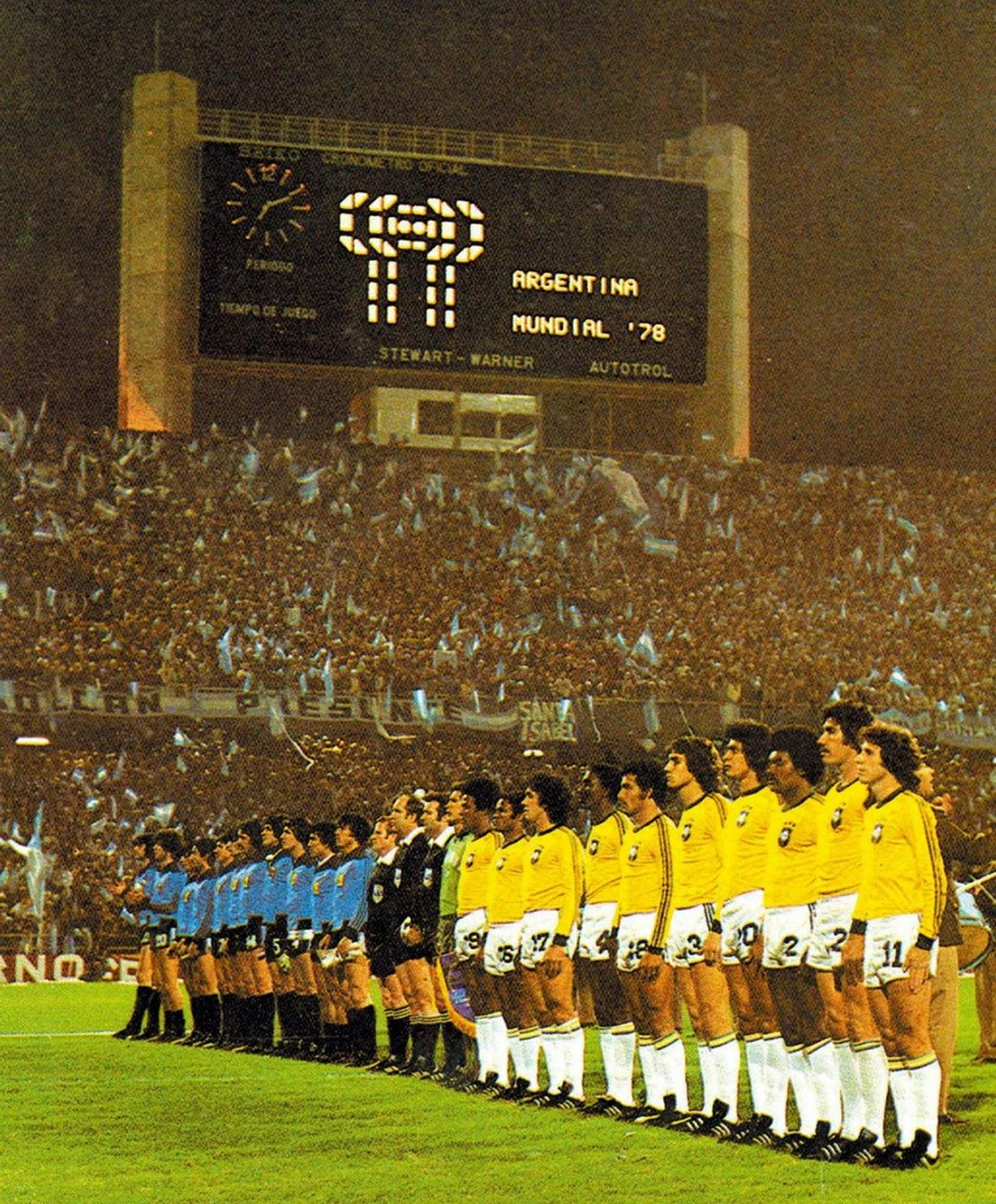
Brasil e Argentina na Copa do Mundo FIFA de 1978. A partida terminou 0x0.

Por isso, para alguns historiadores, a suposta e encarniçada rivalidade entre brasileiros e argentinos pode não ser apenas um folclore, mas também não é tão grande como propagam alguns locutores e comentaristas esportivos. Conforme Lívia Magalhães, doutora em História Social pela Universidade Federal Fluminense “Na verdade, o grande rival argentino, pelo menos no futebol, ainda é a Inglaterra, no imaginário social deles. Um jogo entre Brasil e Argentina é um jogo de rivalidade, de brincadeiras entre brasileiros e argentinos, mas contra a Inglaterra é um jogo sério."
Segundo o blogueiro Douglas Ceconello, do GloboEsporte.com, os múltiplos títulos conquistados por ambos os lados a partir da segunda metade dos anos 1950 colocaram em evidência a rivalidade entre Brasil e Argentina. Ele conta que no início do século XX, quando o futebol dava seus primeiros passos, ele era uma ferramenta para a confraternização entre os povos. Assim, em 1920, no primeiro confronto oficial entre as seleções de Brasil e Argentina, disputado em solo castelhano, depois da vitória brasileira por um placar mínimo, ocorreu uma cena fantástica e hoje impensável: os torcedores argentinos comemoraram junto, carregando o goleiro brasileiro nos ombros. Para ele a rivalidade foi aguçada nos últimos anos, pelo menos do lado brasileiro, por meio de um discurso monotemático, raso e preconceituoso, adotado especialmente no meio futebolístico, que resume o futebol argentino à “catimba”, e de alguma forma coloca em dúvida a própria índole dos argentinos.
Seja como for, um comentarista de futebol de uma TV argentina resumiu assim a intensidade da rivalidade Brasil-Argentina no futebol, na final da Copa do Mundo de 2014: "é difícil entender como brasileiros torcerão pela Alemanha. Mas não foi da Alemanha que levaram sete gols?".

## Lista de partidas
| Nª                                                                     | Data                    | Cidade                     | Jogo               | Resultado     | Competição                                      | Observação              |
| ---------------------------------------------------------------------- | ----------------------- | -------------------------- | ------------------ | ------------- | ----------------------------------------------- | ----------------------- |
| Partidas disputadas antes da 1ª partida oficial da Seleção Brasileira  |                         |                            |                    |               |                                                 |                         |
| *                                                                      | 9 de julho de 1908      | Rio de Janeiro Brasil      | Brasil - Argentina | 2-3           | jogo amistoso                                   | [ nota 1 ]              |
| *                                                                      | 8 de setembro de 1912   | São Paulo Brasil           | Brasil - Argentina | 3-6           | jogo amistoso                                   | [ nota 1 ]              |
| Partidas disputadas depois da 1ª partida oficial da Seleção Brasileira |                         |                            |                    |               |                                                 |                         |
| 1                                                                      | 20 de setembro de 1914  | Buenos Aires Argentina     | Argentina - Brasil | 3-0           | jogo amistoso                                   |                         |
| 2                                                                      | 27 de setembro de 1914  | Buenos Aires Argentina     | Argentina - Brasil | 0-1           | Copa Rocca                                      |                         |
| 3                                                                      | 10 de julho de 1916     | Buenos Aires Argentina     | Argentina - Brasil | 1-1           | Copa América 1916                               |                         |
| 4                                                                      | 3 de outubro de 1917    | Montevidéu Uruguai         | Argentina - Brasil | 4-2           | Copa América 1917                               |                         |
| 5                                                                      | 18 de maio de 1919      | Rio de Janeiro Brasil      | Brasil - Argentina | 3-1           | Copa América 1919                               |                         |
| 6                                                                      | 1 de junho de 1919      | Rio de Janeiro Brasil      | Brasil - Argentina | 3-3           | Taça Roberto Cherry                             |                         |
| 7                                                                      | 25 de setembro de 1920  | Viña del Mar Chile         | Argentina - Brasil | 2-0           | Copa América 1920                               |                         |
| 8                                                                      | 6 de outubro de 1920    | Buenos Aires Argentina     | Argentina - Brasil | 3-1           | jogo amistoso                                   | [ nota 2 ]              |
| 9                                                                      | 2 de outubro de 1921    | Buenos Aires Argentina     | Argentina - Brasil | 1-0           | Copa América 1921                               |                         |
| 10                                                                     | 15 de outubro de 1922   | Rio de Janeiro Brasil      | Brasil - Argentina | 2-0           | Copa América 1922                               |                         |
| 11*                                                                    | 22 de outubro de 1922   | São Paulo Brasil           | Brasil - Argentina | 2-1           | Copa Rocca                                      | [ nota 3 ] [ 9 ] [ 10 ] |
| 12                                                                     | 18 de novembro de 1923  | Montevidéu Uruguai         | Argentina - Brasil | 2-1           | Copa América 1923                               |                         |
| 13*                                                                    | 2 de dezembro de 1923   | Buenos Aires Argentina     | Brasil - Argentina | 2-0           | Taça Confratenidad Brasil-Argentina             | [ nota 4 ]              |
| 14                                                                     | 9 de dezembro de 1923   | Buenos Aires Argentina     | Argentina - Brasil | 2-0           | Copa Rocca                                      |                         |
| 15                                                                     | 13 de dezembro de 1925  | Buenos Aires Argentina     | Argentina - Brasil | 4-1           | Copa América 1925                               |                         |
| 16                                                                     | 25 de dezembro de 1925  | Buenos Aires Argentina     | Argentina - Brasil | 2-2           | Copa América 1925                               |                         |
| 17                                                                     | 30 de janeiro de 1937   | Buenos Aires Argentina     | Argentina - Brasil | 1-0           | Copa América 1937                               |                         |
| 18                                                                     | 1 de fevereiro de 1937  | Buenos Aires Argentina     | Argentina - Brasil | 2-0 a.e.t.    | Copa América 1937                               |                         |
| 19                                                                     | 15 de janeiro de 1939   | Rio de Janeiro Brasil      | Brasil - Argentina | 1-5           | Copa Rocca                                      |                         |
| 20                                                                     | 22 de janeiro de 1939   | Rio de Janeiro Brasil      | Brasil - Argentina | 3-2           | Copa Rocca                                      |                         |
| 21                                                                     | 18 de fevereiro de 1940 | São Paulo Brasil           | Brasil - Argentina | 2-2 a.e.t.    | Copa Rocca                                      |                         |
| 22                                                                     | 25 de fevereiro de 1940 | São Paulo Brasil           | Brasil - Argentina | 0-3           | Copa Rocca                                      |                         |
| 23                                                                     | 5 de março de 1940      | Buenos Aires Argentina     | Argentina - Brasil | 6-1           | Copa Rocca                                      |                         |
| 24                                                                     | 10 de março de 1940     | Buenos Aires Argentina     | Argentina - Brasil | 2-3           | Copa Rocca                                      |                         |
| 25                                                                     | 17 de março de 1940     | Avellaneda Argentina       | Argentina - Brasil | 5-1           | Copa Rocca                                      |                         |
| 26                                                                     | 17 de janeiro de 1942   | Montevidéu Uruguai         | Argentina - Brasil | 2-1           | Copa América 1942                               |                         |
| 27                                                                     | 15 de fevereiro de 1945 | Santiago Chile             | Argentina - Brasil | 3-1           | Copa América 1945                               |                         |
| 28                                                                     | 16 de dezembro de 1945  | São Paulo Brasil           | Brasil - Argentina | 3-4           | Copa Rocca                                      |                         |
| 29                                                                     | 20 de dezembro de 1945  | Rio de Janeiro Brasil      | Brasil - Argentina | 6-2           | Copa Rocca                                      |                         |
| 30                                                                     | 23 de dezembro de 1945  | Rio de Janeiro Brasil      | Brasil - Argentina | 3-1           | Copa Rocca                                      |                         |
| 31                                                                     | 10 de fevereiro de 1946 | Buenos Aires Argentina     | Argentina - Brasil | 2-0           | Copa América 1946                               |                         |
| 32                                                                     | 5 de fevereiro de 1956  | Montevidéu Uruguai         | Brasil - Argentina | 1-0           | Copa América 1956                               |                         |
| 33                                                                     | 18 de março de 1956     | Cidade do México México    | Argentina - Brasil | 2-2           | Campeonato Pan-Americano de Futebol             |                         |
| 34                                                                     | 8 de julho de 1956      | Buenos Aires Argentina     | Argentina - Brasil | 0-0           | Taça do Atlântico                               |                         |
| 35                                                                     | 3 de abril de 1957      | Lima Peru                  | Argentina - Brasil | 3-0           | Copa América 1957                               |                         |
| 36                                                                     | 7 de julho de 1957      | Rio de Janeiro Brasil      | Brasil - Argentina | 1-2           | Copa Rocca                                      |                         |
| 37                                                                     | 10 de julho de 1957     | São Paulo Brasil           | Brasil - Argentina | 2-0           | Copa Rocca                                      |                         |
| 38                                                                     | 4 de abril de 1959      | Buenos Aires Argentina     | Argentina - Brasil | 1-1           | Copa América 1959                               |                         |
| 39                                                                     | 22 de dezembro de 1959  | Guayaquil Equador          | Argentina - Brasil | 4-1           | Copa América 1959                               |                         |
| 40                                                                     | 13 de março de 1960     | San José Costa Rica        | Argentina - Brasil | 2-1           | Campeonato Pan-Americano de Futebol             |                         |
| 41                                                                     | 20 de março de 1960     | San José Costa Rica        | Argentina - Brasil | 0-1           | Campeonato Pan-Americano de Futebol             |                         |
| 42                                                                     | 26 de maio de 1960      | Buenos Aires Argentina     | Argentina - Brasil | 4-2           | Copa Rocca                                      |                         |
| 43                                                                     | 29 de maio de 1960      | Buenos Aires Argentina     | Argentina - Brasil | 1-4           | Copa Rocca                                      |                         |
| 44                                                                     | 12 de julho de 1960     | Rio de Janeiro Brasil      | Brasil - Argentina | 5-1           | Taça do Atlântico                               |                         |
| 45                                                                     | 24 de março de 1963     | La Paz Bolívia             | Argentina - Brasil | 3-0           | Copa América 1963                               |                         |
| 46                                                                     | 13 de abril de 1963     | São Paulo Brasil           | Brasil - Argentina | 2-3           | Copa Rocca                                      |                         |
| 47                                                                     | 16 de abril de 1963     | Rio de Janeiro Brasil      | Brasil - Argentina | 5-2           | Copa Rocca                                      |                         |
| 48                                                                     | 3 de junho de 1964      | São Paulo Brasil           | Brasil - Argentina | 0-3           | Taça das Nações de 1964                         |                         |
| 49                                                                     | 9 de junho de 1965      | Rio de Janeiro Brasil      | Brasil - Argentina | 0-0           | jogo amistoso                                   |                         |
| 50*                                                                    | 7 de agosto de 1968     | Rio de Janeiro Brasil      | Brasil - Argentina | 4-1           | jogo amistoso                                   | [ nota 5 ] [ 9 ] [ 10 ] |
| 51*                                                                    | 11 de agosto de 1968    | Belo Horizonte Brasil      | Brasil - Argentina | 3-2           | jogo amistoso                                   | [ nota 6 ] [ 9 ] [ 10 ] |
| 52                                                                     | 4 de março de 1970      | Porto Alegre Brasil        | Brasil - Argentina | 0-2           | jogo amistoso                                   |                         |
| 53                                                                     | 8 de março de 1970      | Rio de Janeiro Brasil      | Brasil - Argentina | 2-1           | jogo amistoso                                   |                         |
| 54                                                                     | 28 de julho de 1971     | Buenos Aires Argentina     | Argentina - Brasil | 1-1           | Copa Rocca                                      |                         |
| 55                                                                     | 31 de julho de 1971     | Buenos Aires Argentina     | Argentina - Brasil | 2-2           | Copa Rocca                                      |                         |
| 56                                                                     | 30 de junho de 1974     | Hanôver Alemanha Ocidental | Argentina - Brasil | 1-2           | Copa do Mundo FIFA de 1974                      |                         |
| 57                                                                     | 6 de agosto de 1975     | Belo Horizonte Brasil      | Brasil - Argentina | 2-1           | Copa América de 1975                            |                         |
| 58                                                                     | 16 de agosto de 1975    | Rosário Argentina          | Argentina - Brasil | 0-1           | Copa América de 1975                            |                         |
| 59                                                                     | 27 de fevereiro de 1976 | Buenos Aires Argentina     | Argentina - Brasil | 1-2           | Taça do Atlântico 1976                          |                         |
| 60                                                                     | 19 de maio de 1976      | Rio de Janeiro Brasil      | Brasil - Argentina | 2-0           | Taça do Atlântico 1976                          |                         |
| 61                                                                     | 18 de junho de 1978     | Rosário Argentina          | Argentina - Brasil | 0-0           | Copa do Mundo FIFA de 1978                      |                         |
| 62                                                                     | 2 de agosto de 1979     | Rio de Janeiro Brasil      | Brasil - Argentina | 2-1           | Copa América de 1979                            |                         |
| 63                                                                     | 23 de agosto de 1979    | Buenos Aires Argentina     | Argentina - Brasil | 2-2           | Copa América de 1979                            |                         |
| 64                                                                     | 4 de janeiro de 1981    | Montevidéu Uruguai         | Argentina - Brasil | 1-1           | Mundialito                                      |                         |
| 65                                                                     | 2 de julho de 1982      | Barcelona Espanha          | Argentina - Brasil | 1-3           | Copa do Mundo FIFA de 1982                      |                         |
| 66                                                                     | 24 de agosto de 1983    | Buenos Aires Argentina     | Argentina - Brasil | 1-0           | Copa América de 1983                            |                         |
| 67                                                                     | 14 de setembro de 1983  | Rio de Janeiro Brasil      | Brasil - Argentina | 0-0           | Copa América de 1983                            |                         |
| 68                                                                     | 17 de junho de 1984     | São Paulo Brasil           | Brasil - Argentina | 0-0           | jogo amistoso                                   |                         |
| 69                                                                     | 5 de maio de 1985       | Salvador Brasil            | Brasil - Argentina | 2-1           | jogo amistoso                                   |                         |
| 70                                                                     | 10 de julho de 1988     | Melbourne Austrália        | Argentina - Brasil | 0-0           | Torneio Bicentenário da Austrália               |                         |
| 71                                                                     | 12 de julho de 1989     | Rio de Janeiro Brasil      | Argentina - Brasil | 0-2           | Copa América de 1989                            |                         |
| 72                                                                     | 24 de junho de 1990     | Turim Itália               | Brasil - Argentina | 0-1           | Copa do Mundo FIFA de 1990                      |                         |
| 73                                                                     | 27 de março de 1991     | Buenos Aires Argentina     | Argentina - Brasil | 3-3           | jogo amistoso                                   |                         |
| 74                                                                     | 27 de junho de 1991     | Curitiba Brasil            | Brasil - Argentina | 1-1           | jogo amistoso                                   |                         |
| 75                                                                     | 17 de julho de 1991     | Santiago Chile             | Argentina - Brasil | 3-2           | Copa América de 1991                            |                         |
| 76                                                                     | 18 de fevereiro de 1993 | Buenos Aires Argentina     | Argentina - Brasil | 1-1           | jogo amistoso                                   |                         |
| 77                                                                     | 27 de junho de 1993     | Guayaquil Equador          | Brasil - Argentina | 1-1 (5-6 pen) | Copa América de 1993                            |                         |
| 78                                                                     | 23 de março de 1994     | Recife Brasil              | Brasil - Argentina | 2-0           | jogo amistoso                                   |                         |
| 79                                                                     | 17 de julho de 1995     | Rivera Uruguai             | Brasil - Argentina | 2-2 (4-2 pen) | Copa América de 1995                            |                         |
| 80                                                                     | 8 de novembro de 1995   | Buenos Aires Argentina     | Argentina - Brasil | 0-1           | jogo amistoso                                   |                         |
| 81                                                                     | 29 de abril de 1998     | Rio de Janeiro Brasil      | Brasil - Argentina | 0-1           | jogo amistoso                                   |                         |
| 82                                                                     | 11 de julho de 1999     | Ciudad del Este Paraguai   | Brasil - Argentina | 2-1           | Copa América de 1999                            |                         |
| 83                                                                     | 4 de setembro de 1999   | Buenos Aires Argentina     | Argentina - Brasil | 2-0           | jogo amistoso                                   |                         |
| 84                                                                     | 7 de setembro de 1999   | Porto Alegre Brasil        | Brasil - Argentina | 4-2           | jogo amistoso                                   |                         |
| 85                                                                     | 26 de julho de 2000     | São Paulo Brasil           | Brasil - Argentina | 3-1           | Eliminatórias para a Copa do Mundo FIFA de 2002 |                         |
| 86                                                                     | 5 de setembro de 2001   | Buenos Aires Argentina     | Argentina - Brasil | 2-1           | Eliminatórias para a Copa do Mundo FIFA de 2002 |                         |
| 87                                                                     | 2 de junho de 2004      | Belo Horizonte Brasil      | Brasil - Argentina | 3-1           | Eliminatórias para a Copa do Mundo FIFA de 2006 |                         |
| 88                                                                     | 25 de julho de 2004     | Lima Peru                  | Brasil - Argentina | 2-2 (4-2 pen) | Copa América de 2004                            |                         |
| 89                                                                     | 8 de junho de 2005      | Buenos Aires Argentina     | Argentina - Brasil | 3-1           | Eliminatórias para a Copa do Mundo FIFA de 2006 |                         |
| 90                                                                     | 29 de junho de 2005     | Frankfurt am Main Alemanha | Argentina - Brasil | 1-4           | Copa das Confederações 2005                     |                         |
| 91                                                                     | 3 de setembro de 2006   | Londres Inglaterra         | Brasil - Argentina | 3-0           | jogo amistoso                                   |                         |
| 92                                                                     | 15 de julho de 2007     | Maracaibo Venezuela        | Brasil - Argentina | 3-0           | Copa América de 2007                            |                         |
| 93                                                                     | 18 de junho de 2008     | Belo Horizonte Brasil      | Brasil - Argentina | 0-0           | Eliminatórias para a Copa do Mundo FIFA de 2010 |                         |
| 94                                                                     | 5 de setembro de 2009   | Rosário Argentina          | Argentina - Brasil | 1-3           | Eliminatórias para a Copa do Mundo FIFA de 2010 |                         |
| 95                                                                     | 17 de novembro de 2010  | Doha Catar                 | Brasil - Argentina | 0-1           | jogo amistoso                                   |                         |
| 96                                                                     | 14 de setembro de 2011  | Córdoba Argentina          | Argentina - Brasil | 0-0           | Superclássico das Américas                      |                         |
| 97                                                                     | 28 de setembro de 2011  | Belém Brasil               | Brasil - Argentina | 2-0           | Superclássico das Américas                      |                         |
| 98                                                                     | 9 de junho de 2012      | Nova Jérsia Estados Unidos | Brasil - Argentina | 3-4           | jogo amistoso                                   |                         |
| 99                                                                     | 19 de setembro de 2012  | Goiânia Brasil             | Brasil - Argentina | 2-1           | Superclássico das Américas                      |                         |
| 100                                                                    | 21 de novembro de 2012  | Buenos Aires Argentina     | Argentina - Brasil | 2-1 (3-4 pen) | Superclássico das Américas                      |                         |
| 101                                                                    | 11 de outubro de 2014   | Pequim China               | Brasil - Argentina | 2-0           | Superclássico das Américas                      |                         |
| 102                                                                    | 13 de novembro de 2015  | Buenos Aires Argentina     | Argentina - Brasil | 1-1           | Eliminatórias para a Copa do Mundo FIFA de 2018 |                         |
| 103                                                                    | 10 de novembro de 2016  | Belo Horizonte Brasil      | Brasil - Argentina | 3-0           | Eliminatórias para a Copa do Mundo FIFA de 2018 |                         |
| 104                                                                    | 9 de junho de 2017      | Melbourne Austrália        | Brasil - Argentina | 0-1           | jogo amistoso                                   |                         |
| 105                                                                    | 16 de outubro de 2018   | Jidá Arábia Saudita        | Brasil - Argentina | 1-0           | Super Clásico Championship                      |                         |
| 106                                                                    | 2 de julho de 2019      | Belo Horizonte Brasil      | Brasil - Argentina | 2-0           | Copa América de 2019                            |                         |
| 107                                                                    | 15 de novembro de 2019  | Riade Arábia Saudita       | Brasil - Argentina | 0-1           | Super Clásico Championship                      |                         |
| 108                                                                    | 10 de julho de 2021     | Rio de Janeiro Brasil      | Argentina - Brasil | 1-0           | Copa América de 2021                            |                         |
| 109                                                                    | 16 de novembro de 2021  | San Juan Argentina         | Argentina - Brasil | 0 - 0         | Eliminatórias da Copa do Mundo FIFA de 2022     |                         |
| 110                                                                    | 21 de novembro de 2023  | Rio de Janeiro Brasil      | Brasil - Argentina | 0-1           | Eliminatórias da Copa do Mundo FIFA de 2026     |                         |
| 111                                                                    | 25 de março de 2025     | Buenos Aires Argentina     | Argentina - Brasil | 4-1           | Eliminatórias da Copa do Mundo FIFA de 2026     |                         |

## Estatísticas
Fonte: 
- Atualizado no dia 25 de Março de 2025

| Equipes   | Partidas Jogadas | Partidas Ganhas | Partidas Empatadas | Gols a favor |
| --------- | ---------------- | --------------- | ------------------ | ------------ |
| Argentina | 111              | 43              | 26                 | 168          |
| Brasil    | 111              | 42              | 26                 | 166          |

Partidas computadas apenas pela CBF
- Copa Rocca de 1922 - Nem a AFA nem a FIFA consideram este jogo.[9][10]
- 2 de dezembro de 1923 - Nem a AFA nem a FIFA consideram este jogo, pois a Argentina não atuou com a seu time principal. Isso porque, no mesmo dia, a Albiceleste enfrentava o Uruguai pela Copa América.[12][9][10]
- 7 de Agosto de 1968 - A AFA alega, com súmula, que esta partida foi entre combinados locais, com o Brasil sendo representado pela seleção carioca. A FIFA também não computa este jogo.[9][9][13]
- 11 de Agosto de 1968 - A AFA alega, com súmula, que esta partida foi entre combinados locais, com o Brasil sendo representado pela seleção mineira. A FIFA também não computa este jogo.[9][10][9]

### Maior vitória brasileira
- Brasil 6 x 2 Argentina – Rio de Janeiro, Brasil – 20 de dezembro de 1945 – Copa Roca

### Maior vitória argentina
- Argentina 6 x 1 Brasil – Buenos Aires, Argentina - 5 de março de 1940 – Copa Roca[14]

### Primeiro jogo
- Argentina 3 x 0 Brasil – Buenos Aires, Argentina - 20 de setembro de 1914 – Amistoso

### Último jogo
- Argentina 4 x 1 Brasil - Buenos Aires, Argentina - 25 de março de 2025 - Eliminatórias da Copa do Mundo FIFA de 2026

## Decisões

### Copa América/ Campeonato Sul-americano de Seleções
- Argentina 2 x 0 Brasil – Gasômetro de Boedo, Buenos Aires (1 de fevereiro de 1937) – Argentina campeã
- Brasil 2 x 2 Argentina (Brasil 4x2 nos pênaltis) – Estádio Nacional do Peru, Lima (25 de julho de 2004) – Brasil campeão
- Brasil 3 x 0 Argentina – Estadio José Encarnación Romero, Maracaibo, Venezuela (15 de julho de 2007) – Brasil campeão
- Brasil 0 x 1 Argentina – Maracanã, Rio de Janeiro, Brasil (10 de julho de 2021) – Argentina campeã

### Copa das Confederações
- Brasil 4 x 1 Argentina – Commerzbank-Arena, Frankfurt am Main, Alemanha (29 de junho de 2005) – Brasil campeão

### Em disputas de pontos corridos

#### Argentina campeã; Brasil vice
- Copa América de 1921
- Copa América de 1925
  - última rodada: partida com valor decisório, tendo a Argentina vantagem do empate (2 pontos a mais): 2 x 2 – Estadio Ministro Brin y Senguel, Buenos Aires (25 de dezembro de 1925)
- Copa América de 1945
- Copa América de 1946
  - última rodada: partida com valor decisório, tendo a Argentina vantagem do empate (1 pontos a mais): 2 x 0 – Estádio Monumental de Núñez, Buenos Aires (10 de fevereiro de 1946)
- Copa América de 1957
  - penúltima rodada para a Argentina e última para o Brasil: partida com valor decisório (mesmos pontos; Argentina com uma partida a menos): 3 x 0 – Estádio Nacional do Peru, Lima (3 de abril de 1957). Se o Brasil vencesse precisaria de uma não-vitória argentina contra o Peru para ser campeão sem jogo desempate, já caso empatasse, de uma derrota para ter esse jogo.
- Copa América de 1959-I
  - última rodada: partida com valor decisório, tendo a Argentina vantagem do empate (1 ponto a mais): 1 x 1 – Estádio Monumental de Núñez, Buenos Aires (4 de abril de 1959)
- Campeonato Pan-Americano 1960
- Copa América de 1991

#### Brasil campeão; Argentina vice
- Campeonato Pan-Americano 1956
  - última rodada: partida com valor decisório, tendo o Brasil vantagem do empate (2 pontos a mais): 2 x 2 – Estadio Olímpico Universitario, Ciudad de México (4 de março de 1956)

### Um campeão e o outro abaixo do vice

#### Argentina campeã
- Copa do Mundo de 1978 (colocação do Brasil: 3/16)
- Copa do Mundo de 1986 (colocação do Brasil: 5/24)
- Copa América de 1993 (colocação do Brasil: 6/12)
  - Argentina eliminou Brasil: 1 (6)x(5) 1 (quartas-de-final)
- Copa do Mundo de 2022 (colocação do Brasil: 7/32)

#### Brasil campeão
- Copa América de 1919 (colocação da Argentina: 3/4)
- Copa América de 1922 (colocação da Argentina: 4/5)
  - Brasil eliminou chances de título da Argentina (grupo pentagonal): 2 x 0 (última rodada do Brasil; penúltima da Argentina)
- Copa América de 1989 (colocação da Argentina: 3/10)
- Copa América de 1997 (colocação da Argentina: 6/10)
- Copa América de 1999 (colocação da Argentina: 8/12)
  - Brasil eliminou Argentina: 2 x 1 (quartas-de-final)
- Copa América de 2019 (colocação da Argentina: 3/12)
  - Brasil eliminou Argentina: 2 x 0 (semifinal)
- Copa do Mundo de 1958 (colocação da Argentina: 13/16)
- Copa do Mundo de 1962 (colocação da Argentina: 10/16)
- Copa do Mundo de 1994 (colocação da Argentina: 10/24)
- Copa do Mundo de 2002 (colocação da Argentina: 18/32)

### Sem participação do outro

#### Argentina campeã; Brasil ausente
- Copa América de 1927
- Copa América de 1929
- Copa América de 1941
- Copa América de 1947
- Copa América de 1955
- Copa das Confederações de 1992 (não havia possibilidade de participação das duas equipes simultaneamente)
- Copa Intercontinental de Seleções de 1993 (não havia possibilidade de participação das duas equipes simultaneamente)

#### Brasil campeão; Argentina ausente
- Copa América de 1949
- Campeonato Pan-Americano de 1952
- Copa do Mundo de 1970
- Copa das Confederações de 1997
- Copa das Confederações de 2009
- Copa das Confederações de 2013

## Comparativo de títulos

### Seleções Principais
| Competição              | Argentina | Brasil |
| ----------------------- | --------- | ------ |
| Copa do Mundo           | 3         | 5      |
| Copa das Confederações  | 1         | 4      |
| Copa América            | 16        | 9      |
| Campeonato Panamericano | 1         | 2      |
| Copa Artemio Franchi    | 2         | 0      |
| Total                   | 23        | 20     |

#### Disputas Diretas
Considera-se como disputa direta as edições de competições que ambos disputaram.
| Competição               | Argentina | Brasil |
| ------------------------ | --------- | ------ |
| Copa do Mundo            | 2         | 4      |
| Copa América             | 10        | 8      |
| Copa das Confederações   | 0         | 1      |
| Campeonato Pan-Americano | 1         | 1      |
| Total                    | 13        | 14     |

Obs.: Argentina participou das Eliminatórias para a Copa de 1970 e não se classificou.
- Finais e jogos decisivos equivalentes:

| Competição               | Argentina | Brasil |
| ------------------------ | --------- | ------ |
| Copa América             | 6         | 2      |
| Copa das Confederações   | 0         | 1      |
| Campeonato Pan-Americano | 0         | 1      |
| Total                    | 6         | 4      |

- - Pelo país da final ou jogo decisivo:

| Local     | Argentina | Brasil |
| --------- | --------- | ------ |
| Argentina | 4         | 0      |
| Brasil    | 1         | 0      |
| Alemanha  | 0         | 1      |
| México    | 0         | 1      |
| Peru      | 1         | 1      |
| Venezuela | 0         | 1      |
| Total     | 6         | 4      |

- - Por século da final ou jogo decisivo:

| Século | Argentina | Brasil |
| ------ | --------- | ------ |
| XX     | 5         | 1      |
| XXI    | 1         | 3      |
| Total  | 6         | 4      |

### Seleções de Base e Olímpicas
| Competição                      | Argentina | Brasil |
| ------------------------------- | --------- | ------ |
| Jogos Olímpicos                 | 2         | 2      |
| Torneio Pré-Olímpico            | 5         | 7      |
| Jogos Pan-Americanos            | 7         | 5      |
| Campeonato Mundial Sub-20       | 6         | 5      |
| Campeonato Mundial Sub-17       | 0         | 4      |
| Sul-Americano de Futebol Sub-20 | 5         | 13     |
| Sul-Americano de Futebol Sub-17 | 4         | 13     |
| Sul-Americano de Futebol Sub-15 | 1         | 5      |
| Jogos Sul-Americanos            | 2         | 0      |
| Total                           | 32        | 54     |

### Clubes
| Competição                                      | Argentina | Brasil |
| ----------------------------------------------- | --------- | ------ |
| Copa Libertadores da América                    | 25        | 24     |
| Copa Sul-Americana                              | 10        | 5      |
| Recopa Sul-Americana                            | 11        | 13     |
| Campeonato Sul-Americano de Campeões            | 0         | 1      |
| Supercopa Sul-Americana                         | 6         | 3      |
| Copa Master da Supercopa                        | 1         | 1      |
| Copa Conmebol                                   | 3         | 5      |
| Copa Master da Conmebol                         | 0         | 1      |
| Copa Mercosul                                   | 1         | 3      |
| Copa de Ouro Nicolás Leoz                       | 1         | 2      |
| Copa Interamericana                             | 7         | 0      |
| Copa Suruga                                     | 3         | 2      |
| Mundial de Clubes da FIFA/Copa Intercontinental | 9         | 10     |
| Recopa dos Campeões Intercontinentais           | 0         | 1      |
| Total                                           | 77        | 71     |

## Maiores artilheiros
- Pelé – 8 gols;
- Leônidas da Silva e Herminio Masantonio – 7 gols;
- Emílio Baldonedo – 6 gols;
- Messi, Norberto Méndez e Ronaldo – 5 gols;
- Rivaldo – 4 gols.

Ref.:

### Hat-tricksdo clássico
- Seoane - Argentina 4x1 Brasil, Buenos Aires, 13 de dezembro de 1925, Campeonato Sul-Americano;
- Peucelle - Argentina 6x1 Brasil, Buenos Aires, 5 de março de 1940, Copa Rocca;
- Méndez - Argentina 3x1 Brasil, Santiago, 14 de fevereiro de 1945, Campeonato Sul-Americano Extra;
- Sanfilippo - Argentina 4x1 Brasil, Guayaquil, 22 de dezembro de 1959, Campeonato Sul-Americano Extra;
- Pelé - Brasil 5x2 Argentina, Rio de Janeiro, 16 de abril de 1963, Copa Roca;
- Rivaldo - Brasil 4x2 Argentina, Porto Alegre, 7 de setembro de 1999, Amistoso;
- Ronaldo - Brasil 3x1 Argentina, Belo Horizonte, 2 de junho de 2004, Eliminatórias;
- Messi - Brasil 3x4 Argentina, Nova Jersey, 9 de junho de 2012, Amistoso.

## Mandos de campo
O campo de La Selección, apesar de algumas variações, é eminentemente o Estádio Monumental de Núñez, do River Plate, onde o Gigante do Plata raramente perde. Lá, sua hinchada, uma das mais apaixonadas e orgulhosas, canta e grita do início ao fim, empurrando seus jogadores, que faz com que quase seja impossível derrotar a Seleção Argentina nesse estádio.

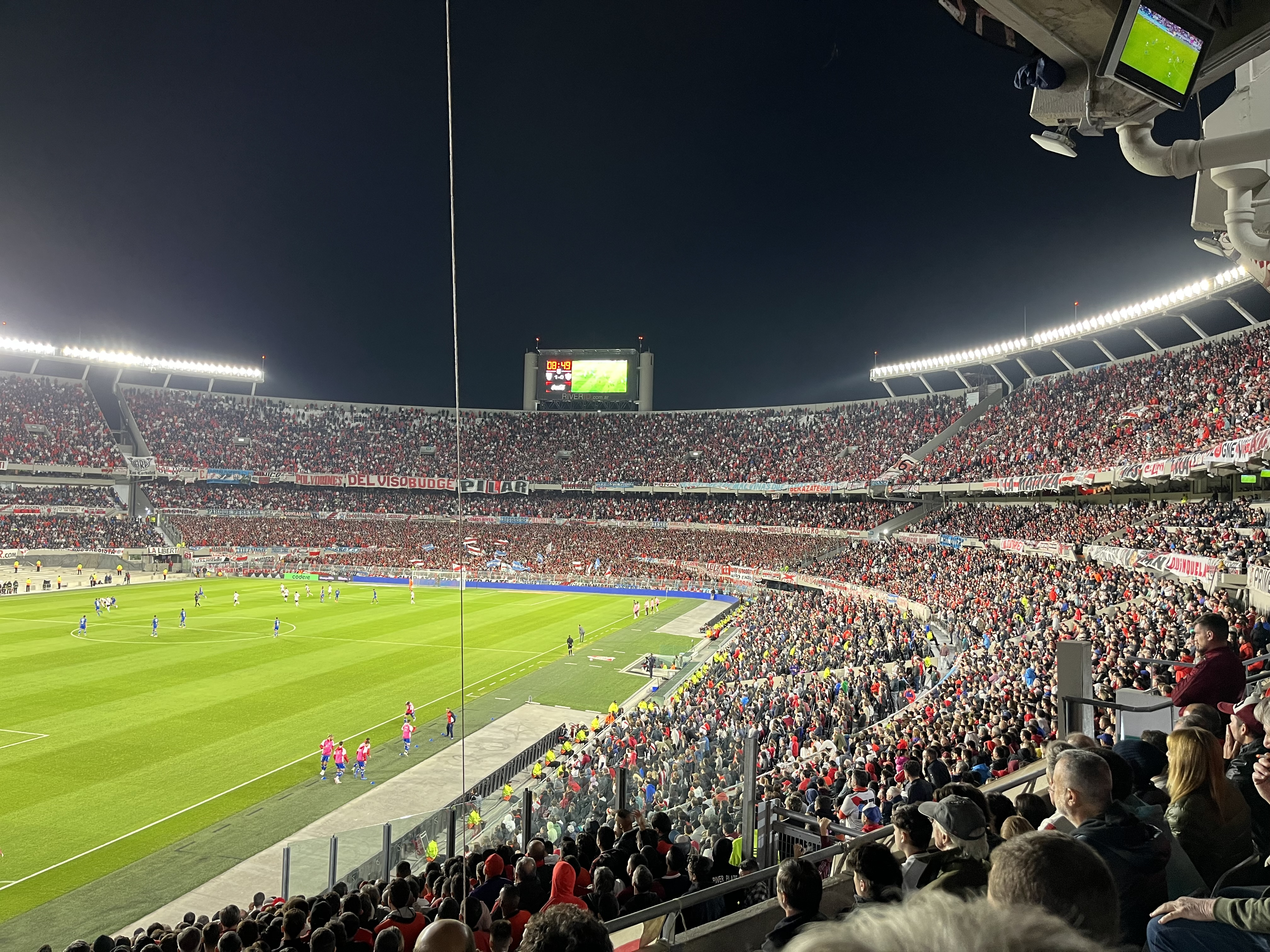
Monumental de Nuñez

Já o Brasil não possui estádio ou arena considerado como a "casa brasileira". Até devido à grande quantidade de metrópoles no país, os jogos podem acontecer no Morumbi, em São Paulo, no Estádio Governador Magalhães Pinto, em Belo Horizonte, no Estádio Beira-Rio, em Porto Alegre, no Estádio José do Rego Maciel, em Recife, na Fonte Nova, em Salvador, entre outros. Mas a tradição e o simbolismo apontam o Estádio Jornalista Mário Filho, no Rio de Janeiro como principal estádio.

### Galeria de imagens

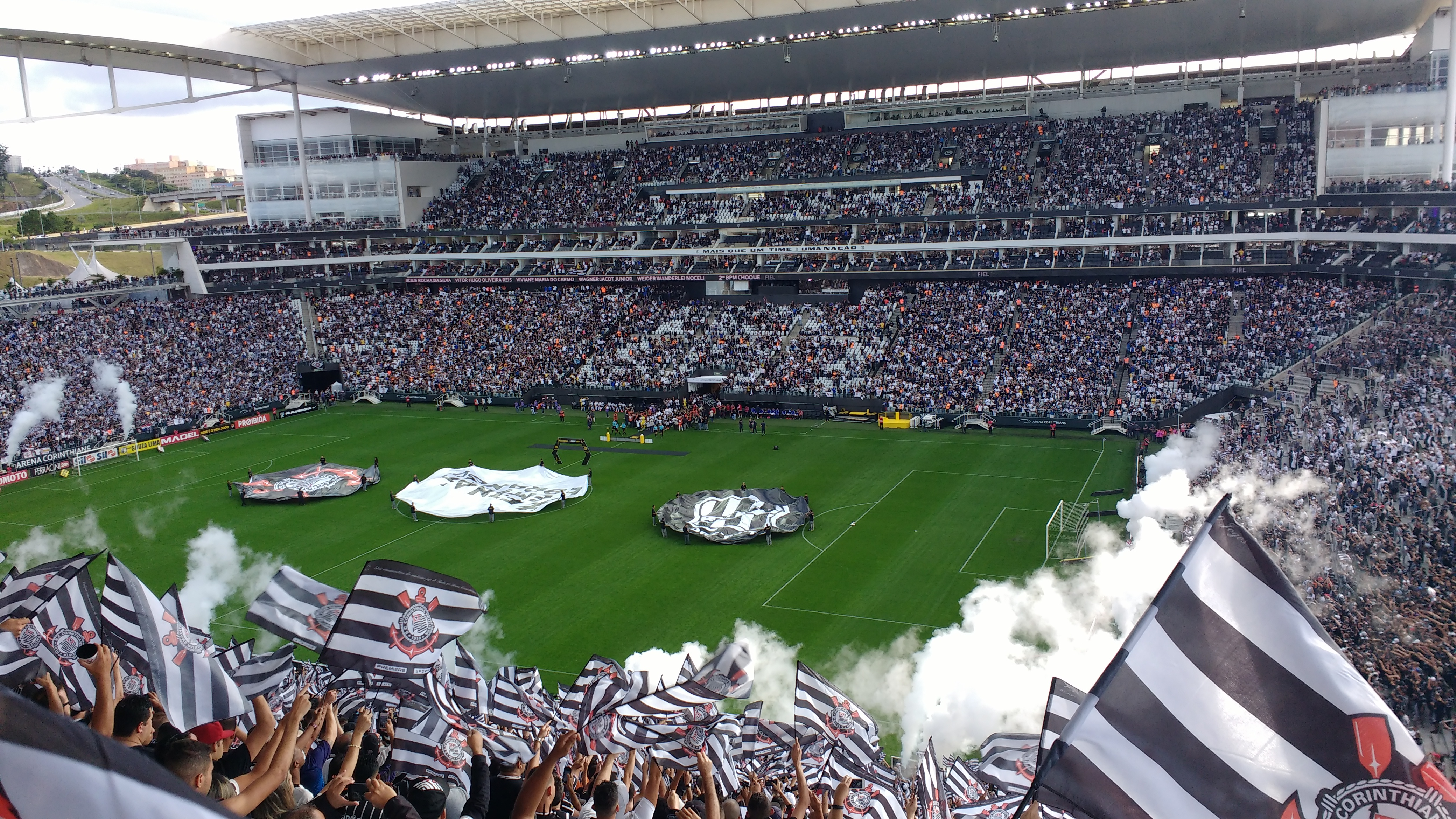
Neo Química Arena
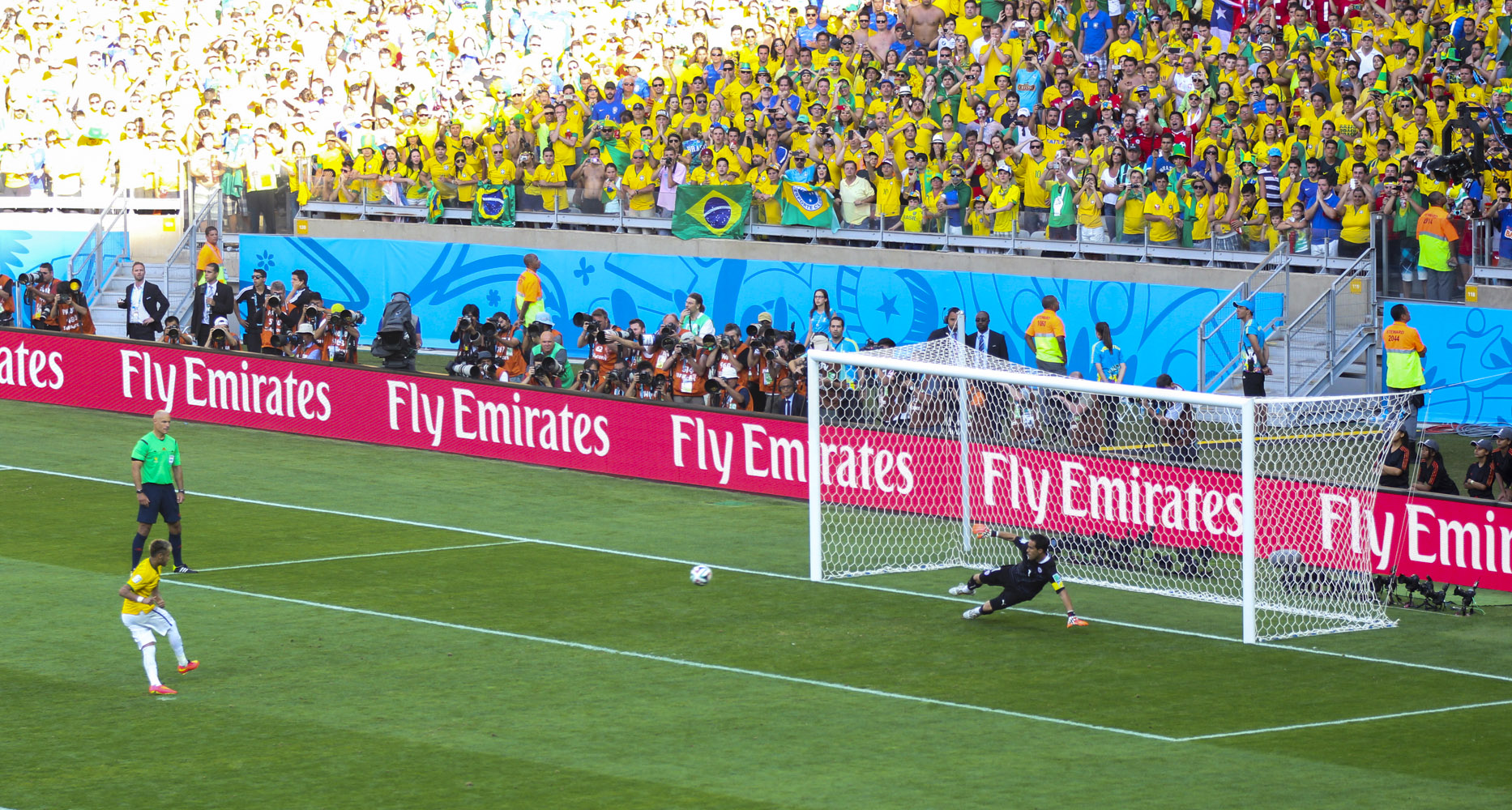
Estádio do Mineirão.
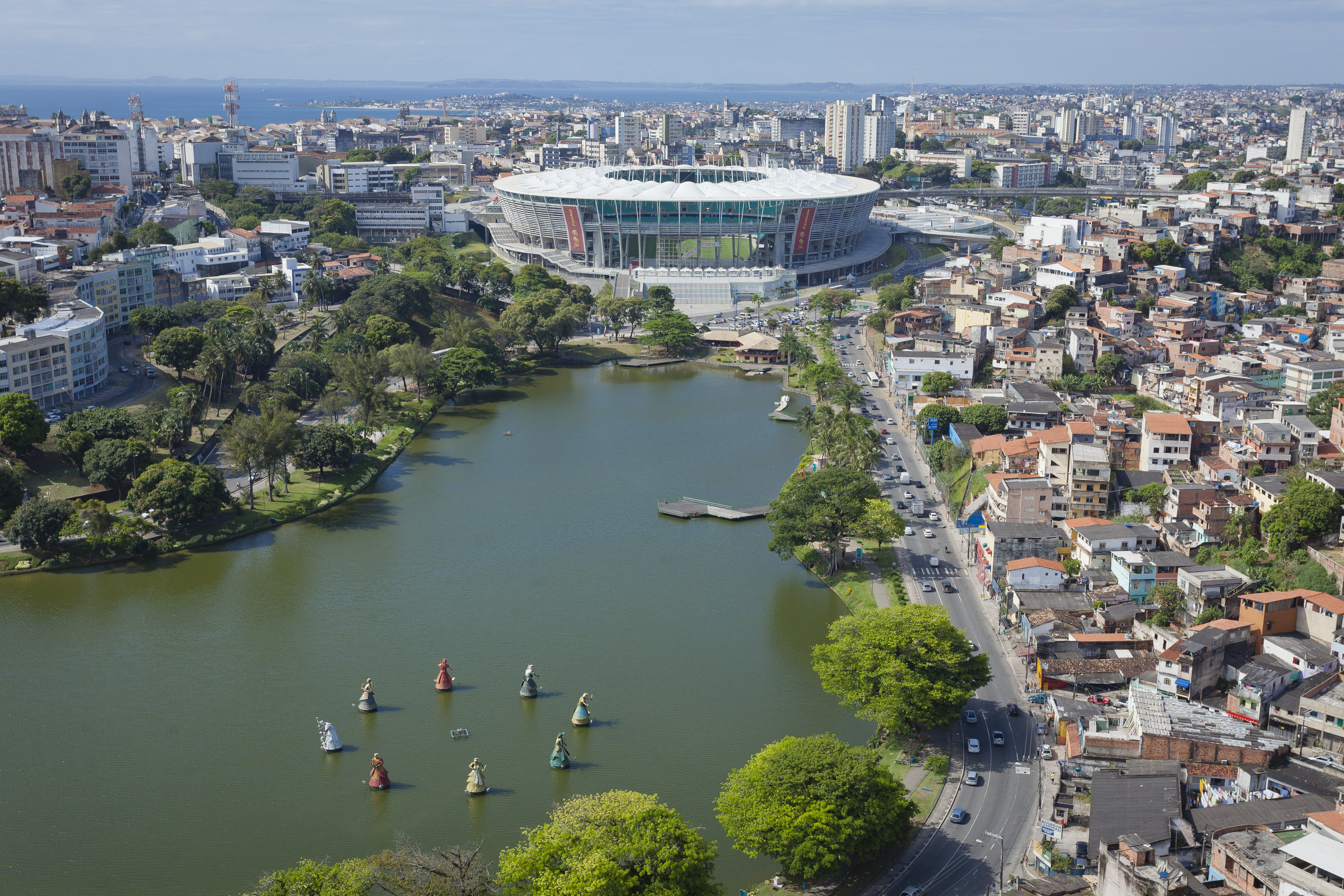
Arena Fonte Nova.
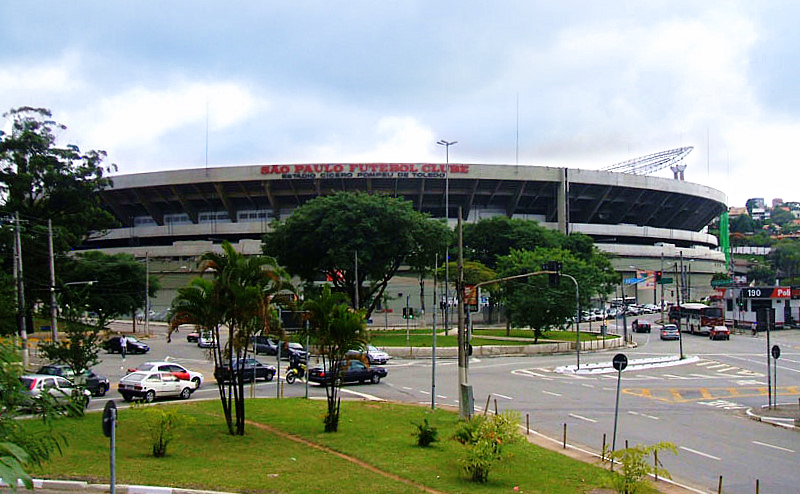
Estádio do Morumbi.
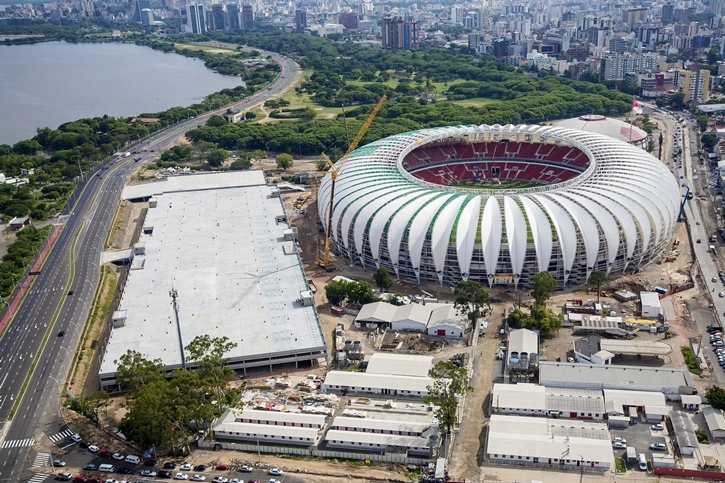
Estádio Beira Rio.
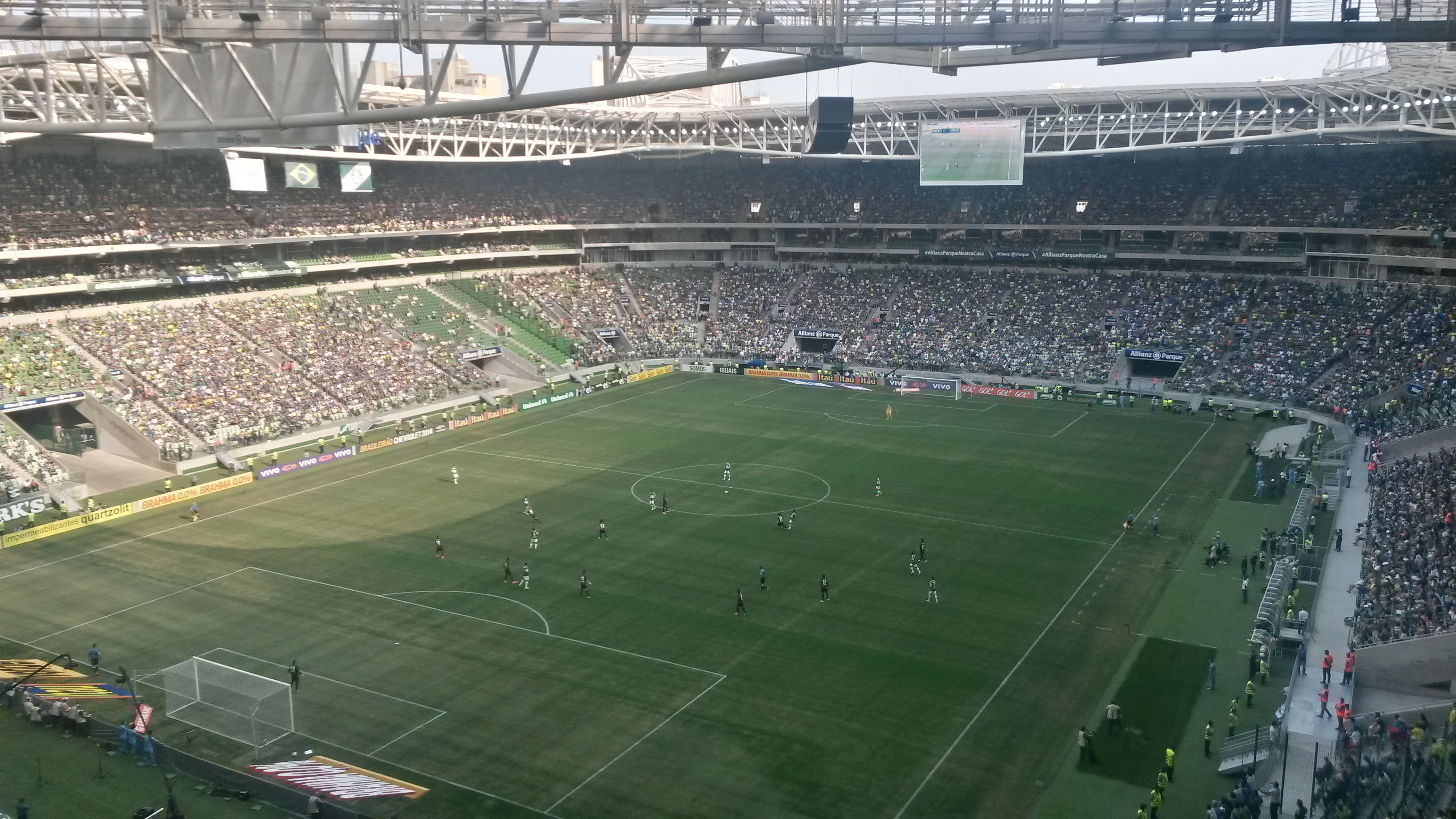
Arena Allianz Parque.
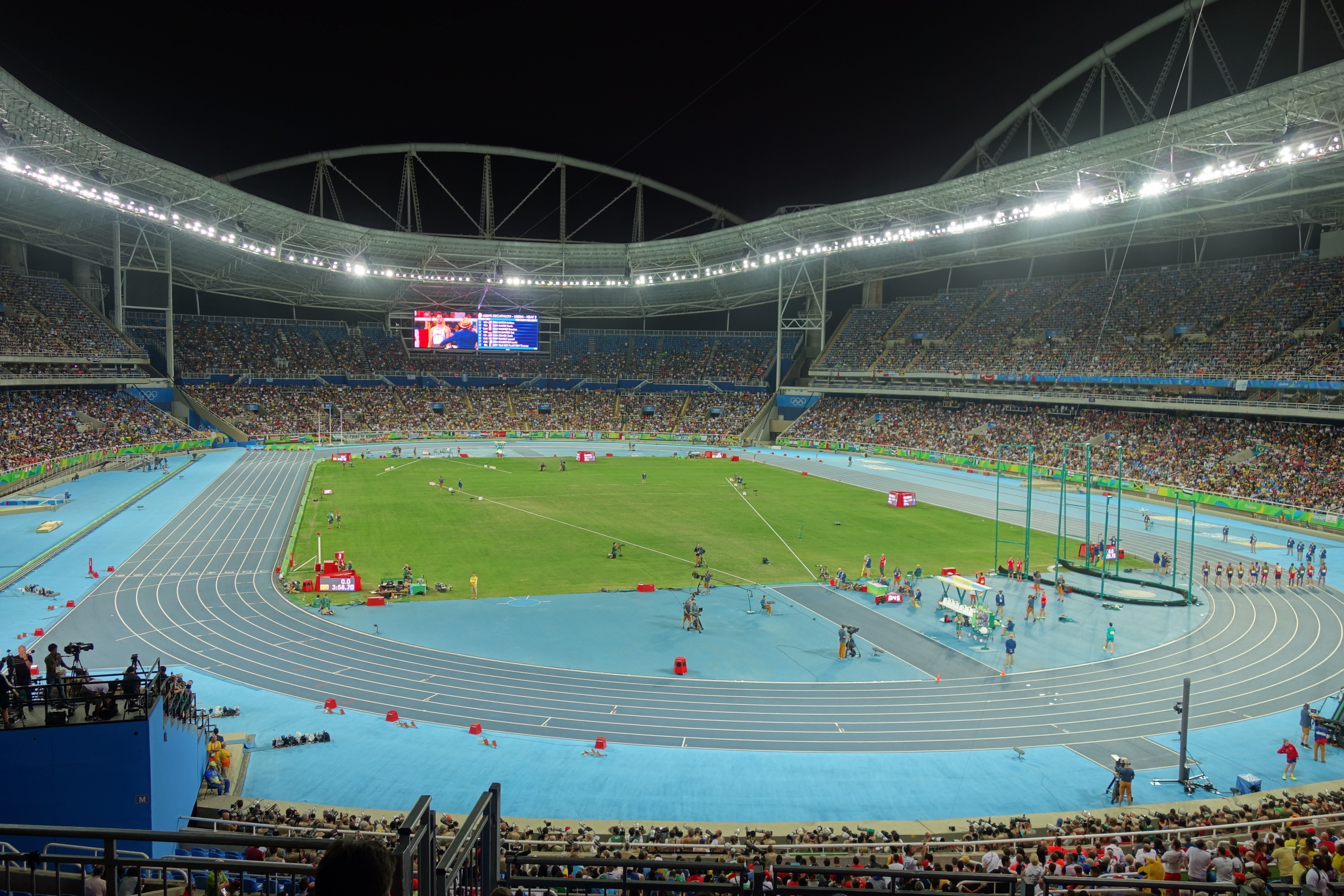
Estádio do Engenhão.
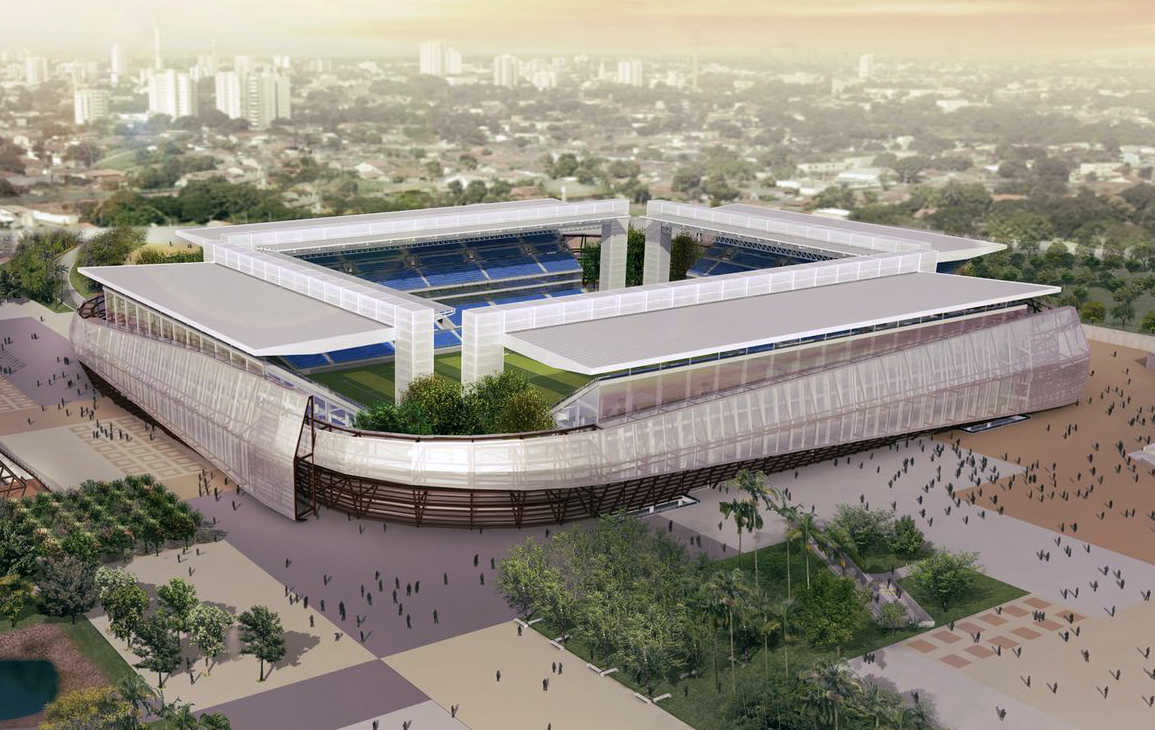
Arena Pantanal.
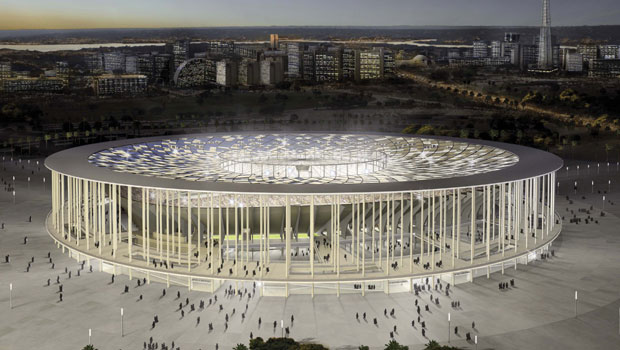
Estádio Mané Garrincha.
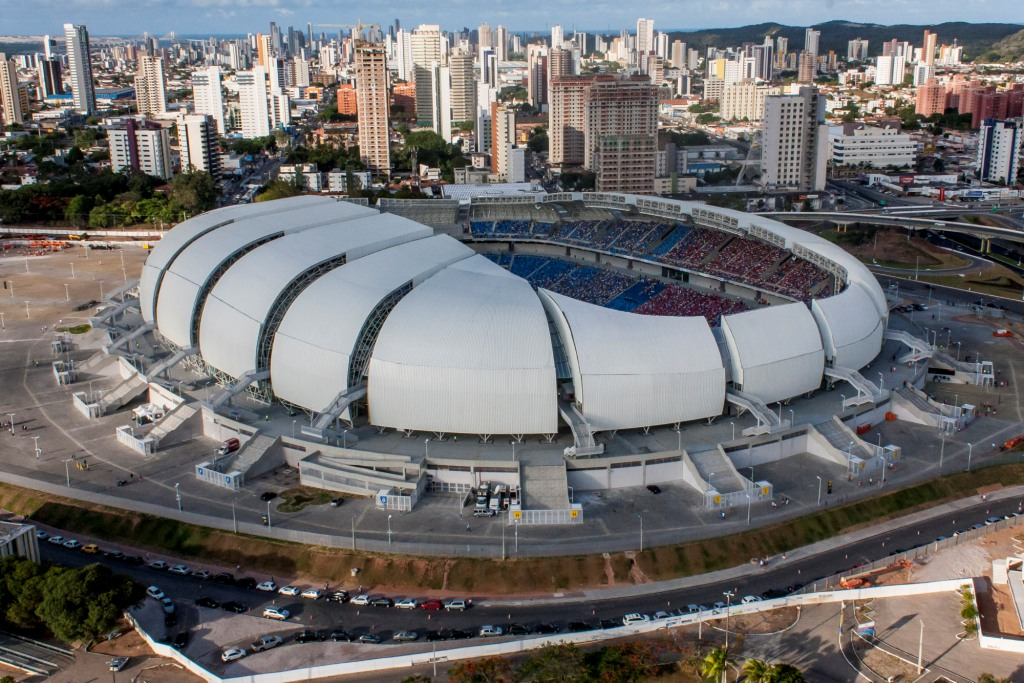
Arena das Dunas.
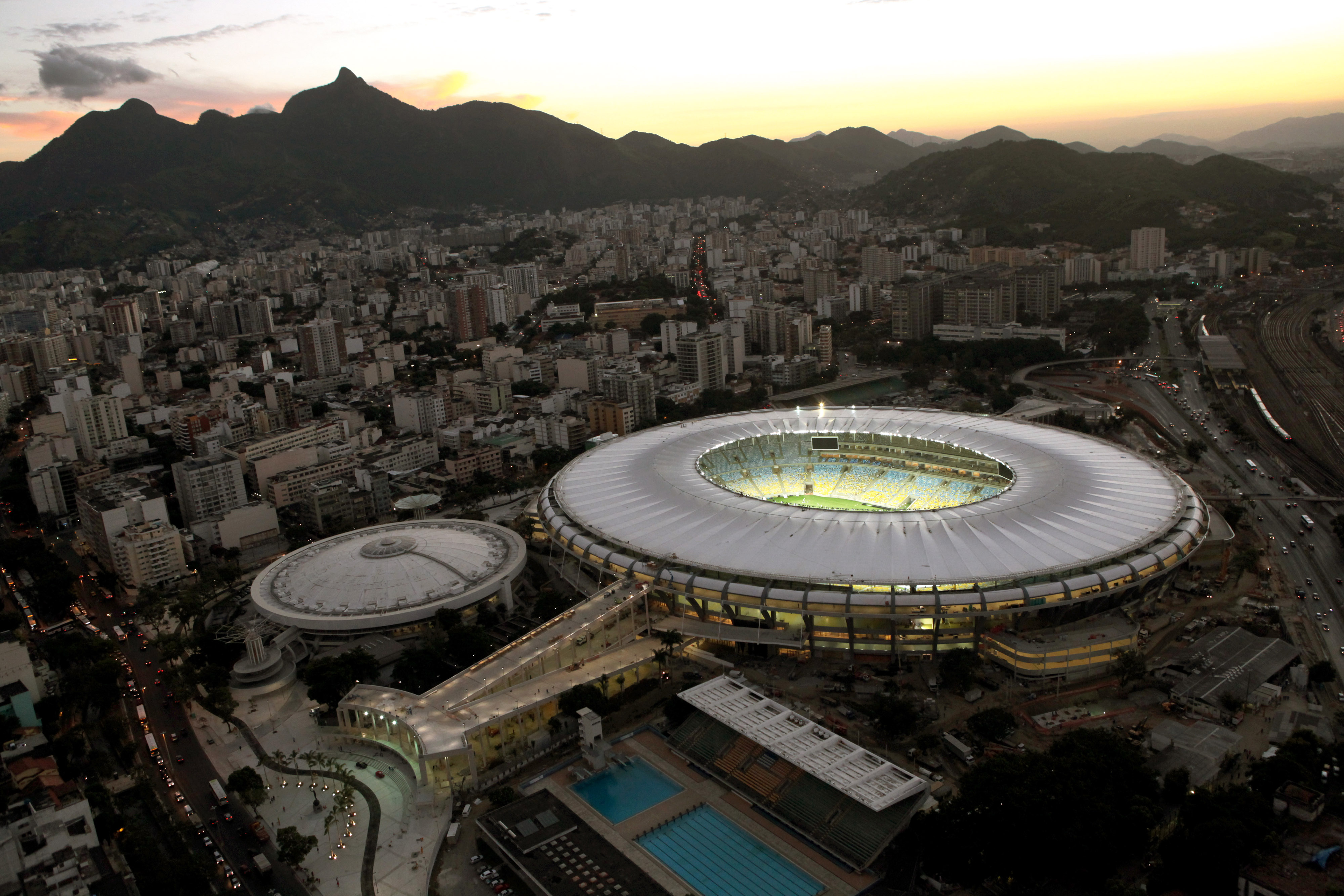
Estádio do Maracanã.
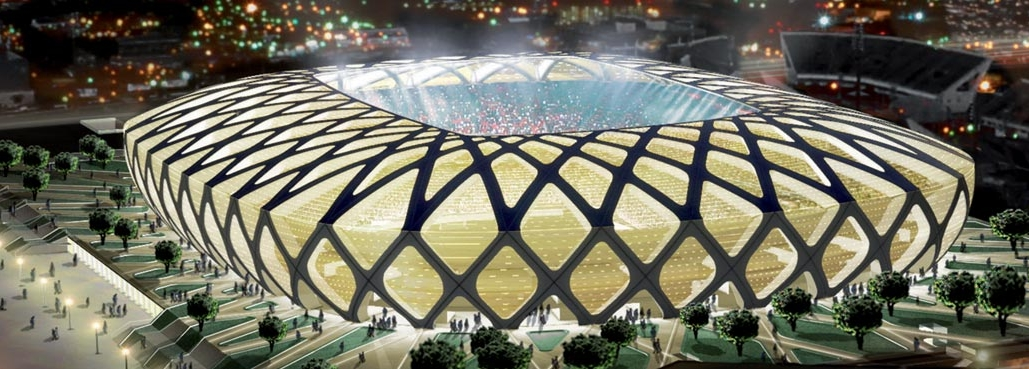
Arena da Amazônia.
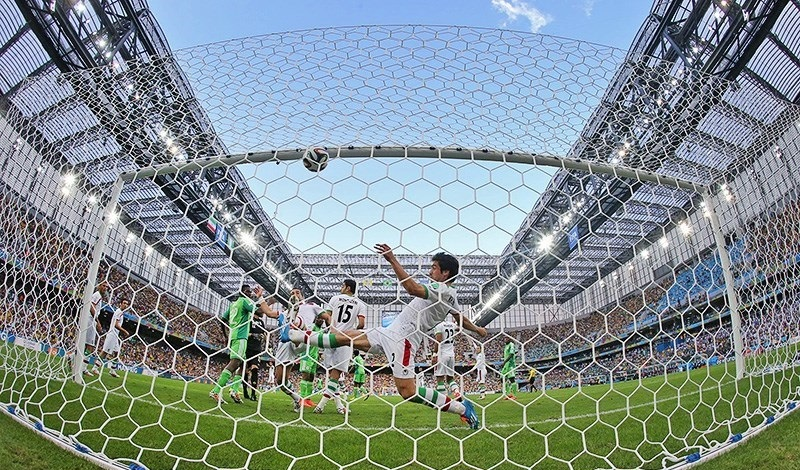
Arena da Baixada.
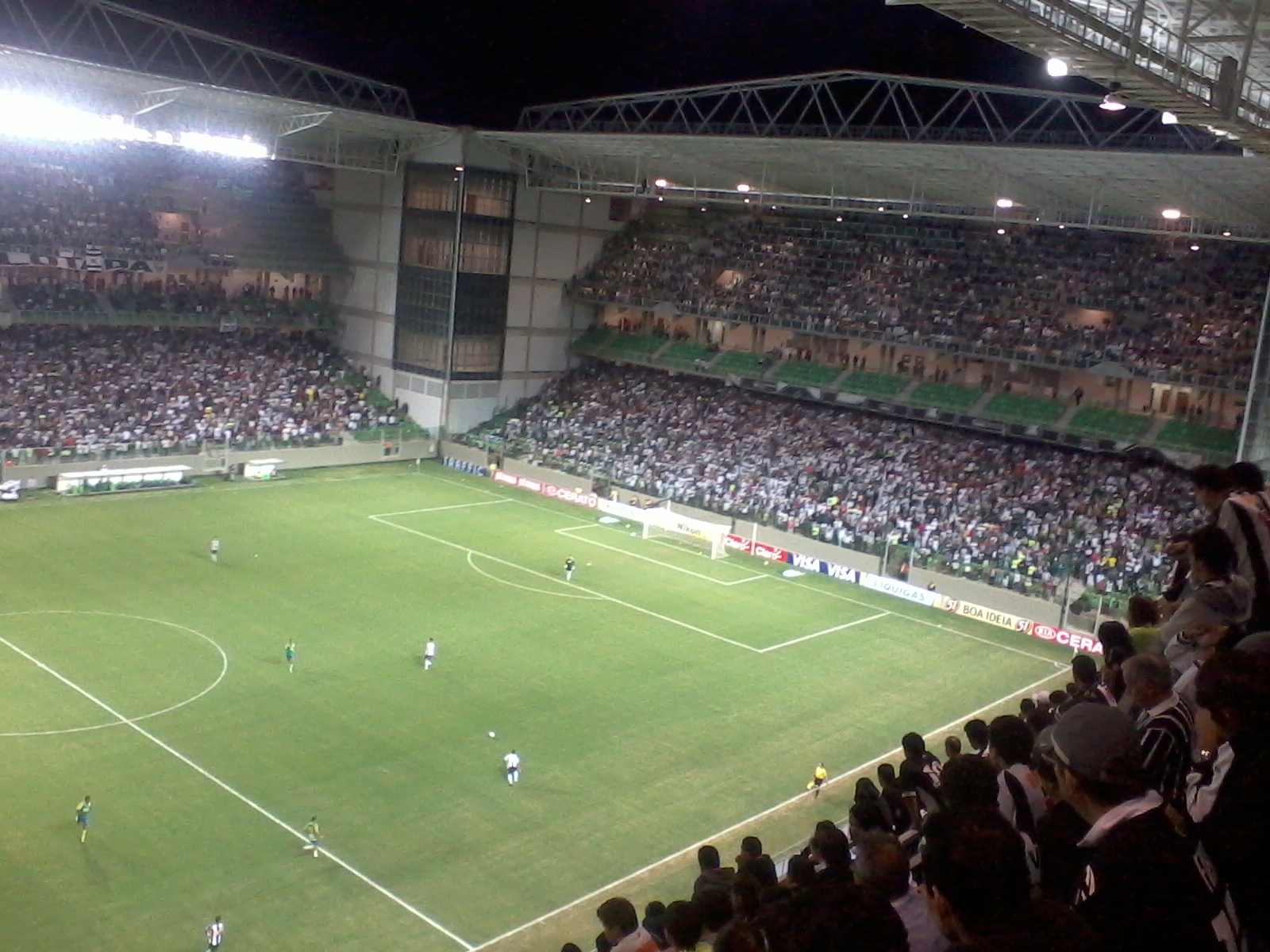
Arena Independência.
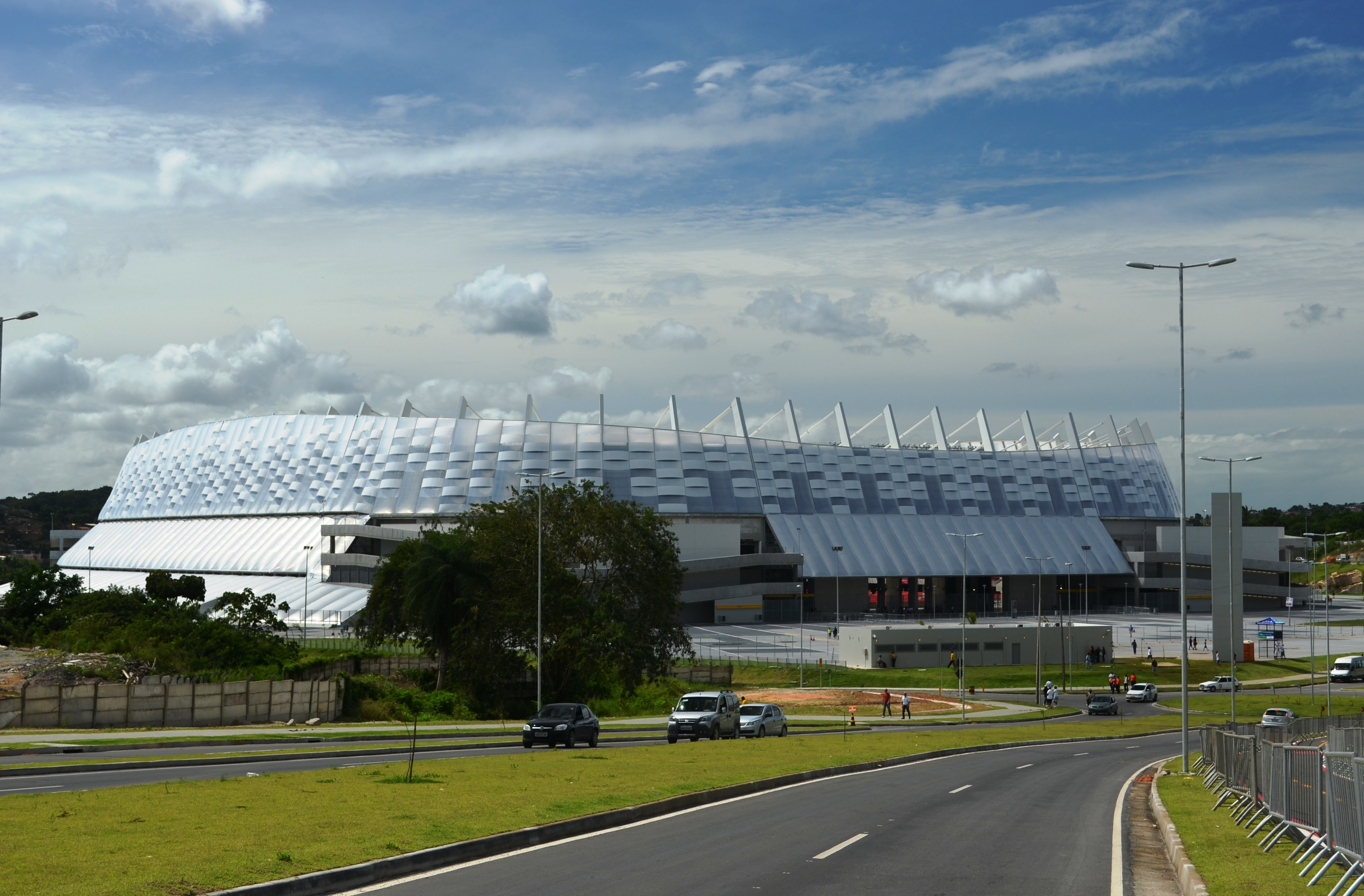
Arena Pernambuco.

## Categorias de base

### Sub-23
Histórico dos resultados dos confrontos de futebol entre Argentina e Brasil pela categoria Sub-23:
| #  | Data                    | Cidade                             | Jogo               | Vencedor  | Resultado | Competição                                 |
| -- | ----------------------- | ---------------------------------- | ------------------ | --------- | --------- | ------------------------------------------ |
| 1  | 5 de setembro de 1959   | Chicago Estados Unidos             | Brasil - Argentina | Empate    | 1-1       | Jogos Pan-Americanos de 1959               |
| 2  | 21 de abril de 1960     | Lima Peru                          | Argentina - Brasil | Argentina | 3-1       | Pré-Olímpico Sul-Americano de 1960         |
| 3  | 3 de fevereiro de 1962  | Lima Peru                          | Argentina - Brasil | Empate    | 0-0       | Campeonato Sul Americano de Acesso de 1962 |
| 4  | 4 de maio de 1963       | São Paulo Brasil                   | Brasil - Argentina | Empate    | 2-2       | Jogos Pan-Americanos de 1963               |
| 5  | 29 de janeiro de 1964   | Buenos Aires Argentina             | Argentina - Brasil | Empate    | 1-1       | Campeonato Sul Americano de Acesso de 1964 |
| 6  | 2 de fevereiro de 1964  | Buenos Aires Argentina             | Argentina - Brasil | Empate    | 1-1       | Campeonato Sul Americano de Acesso de 1964 |
| 7  | 7 de setembro de 1964   | Rio de Janeiro Brasil              | Brasil - Argentina | Brasil    | 3-0       | Amistoso                                   |
| 8  | 30 de novembro de 1971  | Cali Colômbia                      | Argentina - Brasil | Empate    | 0-0       | Pré-Olímpico Sul-Americano de 1971         |
| 9  | 9 de dezembro de 1971   | Bogota Colômbia                    | Argentina - Brasil | Brasil    | 0-1       | Pré-Olímpico Sul-Americano de 1971         |
| 10 | 21 de outubro de 1975   | Cidade do México México            | Brasil - Argentina | Empate    | 0-0       | Jogos Pan-Americanos de 1975               |
| 11 | 1 de fevereiro de 1976  | Recife Brasil                      | Brasil - Argentina | Brasil    | 2-0       | Pré-Olímpico Sul-Americano de 1976         |
| 12 | 7 de Fevereiro de 1980  | Bogota Colômbia                    | Argentina - Brasil | Argentina | 3-1       | Pré-Olímpico Sul-Americano de 1980         |
| 13 | 15 de agosto de 1983    | Caracas Venezuela                  | Brasil - Argentina | Brasil    | 2-0       | Jogos Pan-Americanos de 1983               |
| 14 | 29 de abril de 1987     | La Paz Bolívia                     | Argentina - Brasil | Argentina | 2-0       | Pré-Olímpico Sul-Americano de 1987         |
| 15 | 30 de agosto de 1988    | Los Angeles Estados Unidos         | Brasil - Argentina | Empate    | 1-1       | Amistoso                                   |
| 16 | 25 de setembro de 1988  | Seul Coreia do Sul                 | Brasil - Argentina | Brasil    | 1-0       | Jogos Olímpicos de 1988, Quartas de Final  |
| 17 | 4 de dezembro de 1991   | Buenos Aires Argentina             | Argentina - Brasil | Argentina | 2-1       | Amistoso                                   |
| 18 | 19 de janeiro de 1992   | Teresina Brasil                    | Brasil - Argentina | Argentina | 0-1       | Amistoso                                   |
| 19 | 25 de maio de 1995      | Buenos Aires Argentina             | Argentina - Brasil | Empate    | 1-1       | Copa Mercosul de Seleções                  |
| 20 | 6 de março de 1996      | Mar del Plata Argentina            | Argentina - Brasil | Empate    | 2-2       | Pré-Olímpico Sul-Americano de 1996         |
| 21 | 2 de fevereiro de 2000  | Londrina Brasil                    | Brasil - Argentina | Brasil    | 4-2       | Pré-Olímpico Sul-Americano de 2000         |
| 22 | 15 de agosto de 2003    | Santo Domingo República Dominicana | Argentina - Brasil | Argentina | 1-0       | Jogos Pan-Americanos de 2003               |
| 23 | 21 de Janeiro de 2004   | Valparaíso Chile                   | Argentina - Brasil | Argentina | 1-0       | Pré-Olímpico Sul-Americano de 2004         |
| 24 | 19 de agosto de 2008    | Pequim China                       | Brasil - Argentina | Argentina | 0-3       | Jogos Olímpicos de 2008, Semifinal         |
| 25 | 19 de outubro de 2011   | Guadalajara México                 | Argentina - Brasil | Empate    | 1-1       | Jogos Pan-Americanos de 2011               |
| 26 | 17 de novembro de 2019  | Las Palmas Espanha                 | Argentina - Brasil | Argentina | 1-0       | Torneio Internacional das Canárias         |
| 27 | 9 de fevereiro de 2020  | Bucaramanga Colômbia               | Brasil - Argentina | Brasil    | 3-0       | Pré-Olímpico Sul-Americano de 2020         |
| 28 | 11 de fevereiro de 2024 | Caracas Venezuela                  | Brasil - Argentina | Argentina | 0-1       | Pré-Olímpico Sul-Americano de 2024         |

#### Estatísticas da Sub-23
| Equipe    | Partidas Jogadas | Partidas Vencidas | Partidas Empatadas | Gols a favor |
| --------- | ---------------- | ----------------- | ------------------ | ------------ |
| Argentina | 28               | 10                | 11                 | 30           |
| Brasil    | 28               | 7                 | 11                 | 29           |

### Sub-20
Histórico dos resultados dos confrontos de futebol entre Argentina e Brasil pela categoria Sub-20:
| #  | Data                    | Cidade                          | Jogo               | Vencedor  | Resultado | Competição               |
| -- | ----------------------- | ------------------------------- | ------------------ | --------- | --------- | ------------------------ |
| 1  | 30 de março de 1958     | Santiago Chile                  | Brasil - Argentina | Brasil    | 1-0       | Sulamericano Sub-19 1958 |
| 2  | 26 de março de 1967     | Assunção Paraguai               | Brasil - Argentina | Argentina | 0-2       | Sulamericano Sub-19 1967 |
| 3  | 14 de março de 1971     | Assunção Paraguai               | Argentina - Brasil | Argentina | 1-0       | Sulamericano Sub-19 1971 |
| 4  | 22 de março de 1974     | Santiago Chile                  | Brasil - Argentina | Brasil    | 2-0       | Sulamericano Sub-19 1974 |
| 5  | 16 de agosto de 1975    | Lima Peru                       | Argentina - Brasil | Argentina | 2-1       | Sulamericano Sub-20 1975 |
| 6  | 31 de janeiro de 1979   | Montevideu Uruguai              | Argentina - Brasil | Argentina | 1-0       | Sulamericano Sub-20 1979 |
| 7  | 20 de fevereiro de 1981 | Guayaquil Equador               | Argentina - Brasil | Empate    | 1-1       | Sulamericano Sub-20 1981 |
| 8  | 5 de março de 1981      | Quito Equador                   | Brasil - Argentina | Brasil    | 4-0       | Sulamericano Sub-20 1981 |
| 9  | 13 de fevereiro de 1983 | La Paz Bolívia                  | Brasil - Argentina | Brasil    | 3-2       | Sulamericano Sub-20 1983 |
| 10 | 19 de junho de 1983     | Cidade do Mexico México         | Brasil - Argentina | Brasil    | 1-0       | Mundial Sub-20 1983      |
| 11 | 22 de janeiro de 1985   | Assunção Paraguai               | Brasil - Argentina | Brasil    | 2-1       | Sulamericano Sub-20 1985 |
| 12 | 22 de janeiro de 1987   | Armenia Colômbia                | Argentina - Brasil | Argentina | 1-0       | Sulamericano Sub-20 1987 |
| 13 | 6 de fevereiro de 1987  | Armenia Colômbia                | Brasil - Argentina | Brasil    | 3-1       | Sulamericano Sub-20 1987 |
| 14 | 16 de maio de 1988      | Buenos Aires Argentina          | Argentina - Brasil | Brasil    | 1-2       | Sulamericano Sub-20 1988 |
| 15 | 25 de fevereiro de 1989 | Jidá Arábia Saudita             | Brasil - Argentina | Brasil    | 1-0       | Mundial Sub-20 1989      |
| 16 | 6 de fevereiro de 1991  | San Cristobal Venezuela         | Argentina - Brasil | Empate    | 1-1       | Sulamericano Sub-20 1991 |
| 17 | 15 de fevereiro de 1991 | Puerto Ordaz Venezuela          | Argentina - Brasil | Empate    | 1-1       | Sulamericano Sub-20 1991 |
| 18 | 29 de janeiro de 1995   | La Paz Bolívia                  | Brasil - Argentina | Brasil    | 2-0       | Sulamericano Sub-20 1995 |
| 19 | 28 de abril de 1995     | Doha Catar                      | Brasil - Argentina | Argentina | 0-2       | Mundial Sub-20 1995      |
| 20 | 2 de fevereiro de 1997  | La Serena Chile                 | Argentina - Brasil | Argentina | 2-0       | Sulamericano Sub-20 1997 |
| 21 | 29 de junho de 1997     | Kuching Malásia                 | Argentina - Brasil | Argentina | 2-0       | Mundial Sub-20 1997      |
| 22 | 21 de janeiro de 1999   | Mar del Plata Argentina         | Argentina - Brasil | Argentina | 2-1       | Sulamericano Sub-20 1999 |
| 23 | 28 de janeiro de 2001   | Guayaquil Equador               | Brasil - Argentina | Brasil    | 1-0       | Sulamericano Sub-20 2001 |
| 24 | 23 de janeiro de 2003   | Maldonado Uruguai               | Brasil - Argentina | Argentina | 0-1       | Sulamericano Sub-20 2003 |
| 25 | 15 de dezembro de 2003  | Abu Dabi Emirados Árabes Unidos | Brasil - Argentina | Brasil    | 1-0       | Mundial Sub-20 2003      |
| 26 | 5 de fevereiro de 2005  | Manizales Colômbia              | Argentina - Brasil | Argentina | 2-1       | Sulamericano Sub-20 2005 |
| 27 | 28 de junho de 2005     | Utrecht Países Baixos           | Brasil - Argentina | Argentina | 1-2       | Mundial Sub-20 2005      |
| 28 | 19 de janeiro de 2007   | Assunção Paraguai               | Brasil - Argentina | Empate    | 2-2       | Sulamericano Sub-20 2007 |
| 29 | 2 de fevereiro de 2009  | Maturín Venezuela               | Brasil - Argentina | Brasil    | 2-0       | Sulamericano Sub-20 2009 |
| 30 | 6 de fevereiro de 2011  | Arequipa Peru                   | Argentina - Brasil | Argentina | 2-1       | Sulamericano Sub-20 2011 |
| 31 | 1 de fevereiro de 2015  | Montevideu Uruguai              | Argentina - Brasil | Argentina | 2-0       | Sulamericano Sub-20 2015 |
| 32 | 8 de fevereiro de 2017  | Quito Equador                   | Argentina - Brasil | Empate    | 2-2       | Sulamericano Sub-20 2017 |
| 33 | 10 de fevereiro de 2019 | Rancagua Chile                  | Brasil - Argentina | Brasil    | 1-0       | Sulamericano Sub-20 2019 |
| 34 | 23 de janeiro de 2023   | Cali Colômbia                   | Brasil - Argentina | Brasil    | 3-1       | Sulamericano Sub-20 2023 |

#### Estatísticas da Sub-20
| Equipe    | Partidas Jogadas | Partidas Vencidas | Partidas Empatadas | Gols a favor |
| --------- | ---------------- | ----------------- | ------------------ | ------------ |
| Argentina | 34               | 14                | 5                  | 37           |
| Brasil    | 34               | 15                | 5                  | 41           |

### Sub-17
Histórico dos resultados dos confrontos de futebol entre Argentina e Brasil pela categoria Sub-17:
| #  | Data                   | Cidade                          | Jogo               | Vencedor  | Resultado | Competição                                   |
| -- | ---------------------- | ------------------------------- | ------------------ | --------- | --------- | -------------------------------------------- |
| 1  | Abril de 1985          | Buenos Aires Argentina          | Argentina - Brasil | Argentina | 3-2       | Sulamericano Sub-16 de 1985                  |
| 2  | Outubro de 1986        | Lima Peru                       | Argentina - Brasil | Empate    | 2-2       | Sulamericano Sub-16 de 1986                  |
| 3  | 30 de Outubro de 1988  | Equador                         | Brasil - Argentina | Brasil    | 1-0       | Sulamericano Sub-16 de 1988                  |
| 4  | 15 de Maio de 1991     | Assunção Paraguai               | Brasil - Argentina | Brasil    | 2-1       | Sulamericano Sub-17 de 1991                  |
| 5  | Maio de 1993           | Colombia Colômbia               | Argentina - Brasil | Argentina | 2-1       | Sulamericano Sub-17 de 1993                  |
| 6  | Maio de 1995           | Lima Peru                       | Brasil - Argentina | Brasil    | 1-0       | Sulamericano Sub-17 de 1995                  |
| 7  | 17 de Agosto de 1995   | Ibarra Equador                  | Brasil - Argentina | Brasil    | 3-0       | Campeonato Mundial de Futebol Sub-17 de 1995 |
| 8  | 16 de Março de 1997    | Assunção Paraguai               | Brasil - Argentina | Brasil    | 1-2       | Sulamericano Sub-17 de 1997                  |
| 9  | 14 de Setembro de 1997 | Alexandria Egito                | Brasil - Argentina | Brasil    | 0-2       | Campeonato Mundial de Futebol Sub-17 de 1997 |
| 10 | 17 de Março de 1999    | Montevideo Uruguai              | Brasil - Argentina | Brasil    | 1-3       | Sulamericano Sub-17 de 1999                  |
| 11 | 18 de Março de 2001    | Arequipa Peru                   | Brasil - Argentina | Brasil    | 0-2       | Sulamericano Sub-17 de 2001                  |
| 12 | 18 de Maio de 2003     | Santa Cruz de la Sierra Bolívia | Argentina - Brasil | Empate    | 1-1       | Sulamericano Sub-17 de 2003                  |
| 13 | 16 de Março de 2007    | Ibarra Equador                  | Brasil - Argentina | Brasil    | 0-2       | Sulamericano Sub-17 de 2007                  |
| 14 | 9 de Maio de 2009      | Iquique Chile                   | Argentina - Brasil | Empate    | 2-2(5-6)  | Sulamericano Sub-17 de 2009                  |
| 15 | 9 de Abril de 2011     | Quito Equador                   | Brasil - Argentina | Brasil    | 2-3       | Sulamericano Sub-17 de 2011                  |
| 16 | 21 de Abril de 2013    | San Luis Argentina              | Argentina - Brasil | Empate    | 0-0       | Sulamericano Sub-17 de 2013                  |
| 17 | 17 de Março de 2015    | Luque Paraguai                  | Argentina - Brasil | Argentina | 0-1       | Sulamericano Sub-17 de 2015                  |
| 18 | 4 de Março de 2017     | Talca Chile                     | Argentina - Brasil | Brasil    | 2-0       | Sulamericano Sub-17 de 2017                  |
| 19 | 30 de março de 2019    | Lima Peru                       | Argentina - Brasil | Argentina | 3-0       | Sulamericano Sub-17 de 2019                  |
| 20 | 23 de abril de 2023    | Quito Equador                   | Brasil - Argentina | Brasil    | 3-2       | Sulamericano Sub-17 de 2023                  |
| 21 | 24 de novembro de 2023 | Jacarta Indonésia               | Brasil - Argentina | Argentina | 3-0       | Copa do Mundo FIFA Sub-17 de 2023            |

#### Estatísticas da Sub-17
| Equipe    | Partidas Jogadas | Partidas Vencidas | Partidas Empatadas | Gols a favor |
| --------- | ---------------- | ----------------- | ------------------ | ------------ |
| Argentina | 21               | 5                 | 4                  | 22           |
| Brasil    | 21               | 12                | 4                  | 34           |

## Futebol feminino
A rivalidade futebolística entre Brasil e Argentina transcende o campo masculino, marcando também a história do futebol feminino, uma jornada pontuada por desafios, proibições e conquistas memoráveis.
A trajetória do futebol feminino no Brasil foi marcada por restrições legais profundas. Em 1941, o Decreto-lei do Conselho Nacional de Desportos proibiu às mulheres a prática de desportos considerados incompatíveis com as condições de sua natureza, incluindo o futebol. Esta proibição foi reforçada durante a ditadura militar, em 1965, pelo CND, que vetou a prática feminina de futebol, entre outros esportes.
Na Argentina, as barreiras ao futebol feminino foram igualmente persistentes, com o preconceito e as dificuldades impedindo o reconhecimento do esporte como profissional até 2019, pela Federação Argentina de Futebol, que somente então começou a oferecer alguns direitos e benefícios às jogadoras.
A revogação das proibições no Brasil ocorreu em 1979, e em 1983, o futebol feminino foi oficializado, com a criação das primeiras ligas oficiais. Na Argentina, apesar das dificuldades, a equipe nacional feminina participou de um "mundial" no México no início dos anos 1980, onde, mesmo viajando sem equipamento, conseguiu uma vitória notável contra a Inglaterra por 4 a 1.
A Copa América Feminina tornou-se o palco principal para a rivalidade entre Brasil e Argentina no futebol feminino. A seleção brasileira, dominante na América do Sul, encontrou na Argentina um dos seus mais frequentes adversários. A Argentina foi vice-campeã três vezes diante do Brasil, em edições que ressaltaram a competitividade e o crescimento do futebol feminino na região. Contudo, foi em 2006 que a Argentina alcançou um marco histórico ao vencer a Copa América Feminina, superando o Brasil e afirmando sua posição no cenário do futebol feminino sul-americano.
Este histórico de rivalidade, no entanto, vai além dos resultados em campo. Reflete uma luta contínua contra o preconceito e pela igualdade de gênero no esporte, evidenciando o crescimento e a evolução do futebol feminino nos dois países. As conquistas das seleções femininas de Brasil e Argentina são um testemunho do que pode ser alcançado quando barreiras são superadas, e hoje, essas equipes inspiram gerações futuras de jogadoras em toda a América do Sul.

### Lista de partidas
Essas foram as partidas entre as seleções principais femininas do Brasil e a Argentina:
| Nª | Data                   | Cidade         | País                 | Mandante  | Placar | Visitante | Competição                                   |
| -- | ---------------------- | -------------- | -------------------- | --------- | ------ | --------- | -------------------------------------------- |
| 1  | 14 de Janeiro de 1995  | Uberlandia     | Brasil               | Brasil    | 8 – 0  | Argentina | Campeonato Sul-Americano de 1995             |
| 2  | 22 de Janeiro de 1995  | Uberlandia     | Brasil               | Brasil    | 2 – 0  | Argentina | Campeonato Sul-Americano de 1995, Final      |
| 3  | 14 de Março de 1998    | Mar del Plata  | Argentina            | Argentina | 1 – 7  | Brasil    | Campeonato Sul-Americano de 1998, Final      |
| 4  | 23 de Abril de 2003    | Lima           | Peru                 | Brasil    | 3 – 2  | Argentina | Campeonato Sul-Americano de 2003, Fase Final |
| 5  | 11 de Agosto de 2003   | Santo Domingo  | República Dominicana | Brasil    | 2 – 1  | Argentina | Jogos Pan-Americanos 2003, Semi-Final        |
| 6  | 28 de Novembro de 2006 | Mar del Plata  | Argentina            | Argentina | 2 – 0  | Brasil    | Campeonato Sul-Americano de 2006, Fase Final |
| 7  | 17 de Novembro de 2010 | Latacunga      | Equador              | Brasil    | 4 – 0  | Argentina | Campeonato Sul-Americano de 2010, Fase Final |
| 8  | 18 de Outubro de 2011  | Guadalajara    | México               | Brasil    | 2 – 0  | Argentina | Jogos Pan-Americanos 2011                    |
| 9  | 20 de Setembro de 2014 | Azogues        | Equador              | Argentina | 2 – 0  | Brasil    | Campeonato Sul-Americano de 2014             |
| 10 | 26 de Setembro de 2014 | Sangolui       | Equador              | Brasil    | 6 – 0  | Argentina | Campeonato Sul-Americano de 2014, Fase Final |
| 11 | 5 de Abril de 2018     | Coquimbo       | Chile                | Brasil    | 3 - 0  | Argentina | Campeonato Sul-Americano de 2018             |
| 12 | 19 de Abril de 2018    | La Serena      | Chile                | Brasil    | 3 - 1  | Argentina | Campeonato Sul-Americano de 2018 Fase Final  |
| 16 | 17 de Setembro 2021    | João Pessoa    | Brasil               | Brasil    | 4 - 1  | Argentina | Amistoso Internacional                       |
| 13 | 21 de Setembro 2021    | Campina Grande | Brasil               | Brasil    | 3 - 1  | Argentina | Amistoso Internacional                       |
| 14 | 9 de Julho 2022        | Armênia        | Colômbia             | Brasil    | 4 - 1  | Argentina | Copa América Feminina                        |
| 15 | 18 de Fevereiro 2022   | Orlando        | EUA                  | Brasil    | 4 - 1  | Argentina | SheBelieves                                  |
| 17 | 2 de Março 2023        | Los Angeles    | EUA                  | Brasil    | 5 - 1  | Argentina | CONCACAF Copa do Ouro Feminino               |

#### Estatísticas do Futebol Feminino
| Equipe    | Partidas Jogadas | Partidas Vencidas | Partidas Empatadas | Gols a favor |
| --------- | ---------------- | ----------------- | ------------------ | ------------ |
| Argentina | 18               | 2                 | 0                  | 14           |
| Brasil    | 18               | 15                | 0                  | 60           |